# فهرست سیارک‌ها (۱۰۹۰۰۱–۱۱۰۰۰۱)
فهرست سیارک‌ها (۱۰۹۰۰۱ - ۱۱۰۰۰۱) فهرست سیارک‌ها از ۱۰۹۰۰۱ تا ۱۱۰۰۰۱ است.
| نام    | نام انگلیسی  | تاریخ کشف       |
| ------ | ------------ | --------------- |
| ۱۰۹۰۰۱ | 2001 PF65    | ۱۱ اوت ۲۰۰۱     |
| ۱۰۹۰۰۲ | 2001 PS65    | ۱۳ اوت ۲۰۰۱     |
| ۱۰۹۰۰۳ | 2001 PX65    | ۱۵ اوت ۲۰۰۱     |
| ۱۰۹۰۰۴ | 2001 PZ65    | ۱۵ اوت ۲۰۰۱     |
| ۱۰۹۰۰۵ | 2001 QP1     | ۱۶ اوت ۲۰۰۱     |
| ۱۰۹۰۰۶ | 2001 QT1     | ۱۶ اوت ۲۰۰۱     |
| ۱۰۹۰۰۷ | 2001 QN2     | ۱۷ اوت ۲۰۰۱     |
| ۱۰۹۰۰۸ | 2001 QO2     | ۱۷ اوت ۲۰۰۱     |
| ۱۰۹۰۰۹ | 2001 QX2     | ۱۶ اوت ۲۰۰۱     |
| ۱۰۹۰۱۰ | 2001 QR3     | ۱۶ اوت ۲۰۰۱     |
| ۱۰۹۰۱۱ | 2001 QW3     | ۱۶ اوت ۲۰۰۱     |
| ۱۰۹۰۱۲ | 2001 QY3     | ۱۶ اوت ۲۰۰۱     |
| ۱۰۹۰۱۳ | 2001 QS4     | ۱۶ اوت ۲۰۰۱     |
| ۱۰۹۰۱۴ | 2001 QV4     | ۱۶ اوت ۲۰۰۱     |
| ۱۰۹۰۱۵ | 2001 QX4     | ۱۶ اوت ۲۰۰۱     |
| ۱۰۹۰۱۶ | 2001 QG5     | ۱۶ اوت ۲۰۰۱     |
| ۱۰۹۰۱۷ | 2001 QT5     | ۱۶ اوت ۲۰۰۱     |
| ۱۰۹۰۱۸ | 2001 QA6     | ۱۶ اوت ۲۰۰۱     |
| ۱۰۹۰۱۹ | 2001 QT6     | ۱۶ اوت ۲۰۰۱     |
| ۱۰۹۰۲۰ | 2001 QN7     | ۱۶ اوت ۲۰۰۱     |
| ۱۰۹۰۲۱ | 2001 QV7     | ۱۶ اوت ۲۰۰۱     |
| ۱۰۹۰۲۲ | 2001 QY7     | ۱۶ اوت ۲۰۰۱     |
| ۱۰۹۰۲۳ | 2001 QF8     | ۱۶ اوت ۲۰۰۱     |
| ۱۰۹۰۲۴ | 2001 QS8     | ۱۶ اوت ۲۰۰۱     |
| ۱۰۹۰۲۵ | 2001 QC9     | ۱۶ اوت ۲۰۰۱     |
| ۱۰۹۰۲۶ | 2001 QG9     | ۱۶ اوت ۲۰۰۱     |
| ۱۰۹۰۲۷ | 2001 QQ9     | ۱۶ اوت ۲۰۰۱     |
| ۱۰۹۰۲۸ | 2001 QX9     | ۱۶ اوت ۲۰۰۱     |
| ۱۰۹۰۲۹ | 2001 QF10    | ۱۶ اوت ۲۰۰۱     |
| ۱۰۹۰۳۰ | 2001 QL10    | ۱۶ اوت ۲۰۰۱     |
| ۱۰۹۰۳۱ | 2001 QZ10    | ۱۶ اوت ۲۰۰۱     |
| ۱۰۹۰۳۲ | 2001 QK11    | ۱۶ اوت ۲۰۰۱     |
| ۱۰۹۰۳۳ | 2001 QU11    | ۱۶ اوت ۲۰۰۱     |
| ۱۰۹۰۳۴ | 2001 QV11    | ۱۶ اوت ۲۰۰۱     |
| ۱۰۹۰۳۵ | 2001 QE12    | ۱۶ اوت ۲۰۰۱     |
| ۱۰۹۰۳۶ | 2001 QO12    | ۱۶ اوت ۲۰۰۱     |
| ۱۰۹۰۳۷ | 2001 QQ12    | ۱۶ اوت ۲۰۰۱     |
| ۱۰۹۰۳۸ | 2001 QC13    | ۱۶ اوت ۲۰۰۱     |
| ۱۰۹۰۳۹ | 2001 QE13    | ۱۶ اوت ۲۰۰۱     |
| ۱۰۹۰۴۰ | 2001 QP13    | ۱۶ اوت ۲۰۰۱     |
| ۱۰۹۰۴۱ | 2001 QU13    | ۱۶ اوت ۲۰۰۱     |
| ۱۰۹۰۴۲ | 2001 QB14    | ۱۶ اوت ۲۰۰۱     |
| ۱۰۹۰۴۳ | 2001 QM14    | ۱۶ اوت ۲۰۰۱     |
| ۱۰۹۰۴۴ | 2001 QN14    | ۱۶ اوت ۲۰۰۱     |
| ۱۰۹۰۴۵ | 2001 QP14    | ۱۶ اوت ۲۰۰۱     |
| ۱۰۹۰۴۶ | 2001 QQ14    | ۱۶ اوت ۲۰۰۱     |
| ۱۰۹۰۴۷ | 2001 QS14    | ۱۶ اوت ۲۰۰۱     |
| ۱۰۹۰۴۸ | 2001 QT14    | ۱۶ اوت ۲۰۰۱     |
| ۱۰۹۰۴۹ | 2001 QY14    | ۱۶ اوت ۲۰۰۱     |
| ۱۰۹۰۵۰ | 2001 QB15    | ۱۶ اوت ۲۰۰۱     |
| ۱۰۹۰۵۱ | 2001 QK15    | ۱۶ اوت ۲۰۰۱     |
| ۱۰۹۰۵۲ | 2001 QL15    | ۱۶ اوت ۲۰۰۱     |
| ۱۰۹۰۵۳ | 2001 QG16    | ۱۶ اوت ۲۰۰۱     |
| ۱۰۹۰۵۴ | 2001 QH16    | ۱۶ اوت ۲۰۰۱     |
| ۱۰۹۰۵۵ | 2001 QP16    | ۱۶ اوت ۲۰۰۱     |
| ۱۰۹۰۵۶ | 2001 QX16    | ۱۶ اوت ۲۰۰۱     |
| ۱۰۹۰۵۷ | 2001 QT17    | ۱۶ اوت ۲۰۰۱     |
| ۱۰۹۰۵۸ | 2001 QV17    | ۱۶ اوت ۲۰۰۱     |
| ۱۰۹۰۵۹ | 2001 QX17    | ۱۶ اوت ۲۰۰۱     |
| ۱۰۹۰۶۰ | 2001 QA18    | ۱۶ اوت ۲۰۰۱     |
| ۱۰۹۰۶۱ | 2001 QE18    | ۱۶ اوت ۲۰۰۱     |
| ۱۰۹۰۶۲ | 2001 QM19    | ۱۶ اوت ۲۰۰۱     |
| ۱۰۹۰۶۳ | 2001 QP20    | ۱۶ اوت ۲۰۰۱     |
| ۱۰۹۰۶۴ | 2001 QR20    | ۱۶ اوت ۲۰۰۱     |
| ۱۰۹۰۶۵ | 2001 QU20    | ۱۶ اوت ۲۰۰۱     |
| ۱۰۹۰۶۶ | 2001 QE21    | ۱۶ اوت ۲۰۰۱     |
| ۱۰۹۰۶۷ | 2001 QO21    | ۱۶ اوت ۲۰۰۱     |
| ۱۰۹۰۶۸ | 2001 QT21    | ۱۶ اوت ۲۰۰۱     |
| ۱۰۹۰۶۹ | 2001 QZ21    | ۱۶ اوت ۲۰۰۱     |
| ۱۰۹۰۷۰ | 2001 QD22    | ۱۶ اوت ۲۰۰۱     |
| ۱۰۹۰۷۱ | 2001 QO22    | ۱۶ اوت ۲۰۰۱     |
| ۱۰۹۰۷۲ | 2001 QN23    | ۱۶ اوت ۲۰۰۱     |
| ۱۰۹۰۷۳ | 2001 QY23    | ۱۶ اوت ۲۰۰۱     |
| ۱۰۹۰۷۴ | 2001 QG24    | ۱۶ اوت ۲۰۰۱     |
| ۱۰۹۰۷۵ | 2001 QO24    | ۱۶ اوت ۲۰۰۱     |
| ۱۰۹۰۷۶ | 2001 QS24    | ۱۶ اوت ۲۰۰۱     |
| ۱۰۹۰۷۷ | 2001 QR25    | ۱۶ اوت ۲۰۰۱     |
| ۱۰۹۰۷۸ | 2001 QA26    | ۱۶ اوت ۲۰۰۱     |
| ۱۰۹۰۷۹ | 2001 QE26    | ۱۶ اوت ۲۰۰۱     |
| ۱۰۹۰۸۰ | 2001 QM26    | ۱۶ اوت ۲۰۰۱     |
| ۱۰۹۰۸۱ | 2001 QA27    | ۱۶ اوت ۲۰۰۱     |
| ۱۰۹۰۸۲ | 2001 QB27    | ۱۶ اوت ۲۰۰۱     |
| ۱۰۹۰۸۳ | 2001 QE27    | ۱۶ اوت ۲۰۰۱     |
| ۱۰۹۰۸۴ | 2001 QH27    | ۱۶ اوت ۲۰۰۱     |
| ۱۰۹۰۸۵ | 2001 QF28    | ۱۶ اوت ۲۰۰۱     |
| ۱۰۹۰۸۶ | 2001 QY28    | ۱۶ اوت ۲۰۰۱     |
| ۱۰۹۰۸۷ | 2001 QE29    | ۱۶ اوت ۲۰۰۱     |
| ۱۰۹۰۸۸ | 2001 QL29    | ۱۶ اوت ۲۰۰۱     |
| ۱۰۹۰۸۹ | 2001 QT29    | ۱۶ اوت ۲۰۰۱     |
| ۱۰۹۰۹۰ | 2001 QX29    | ۱۶ اوت ۲۰۰۱     |
| ۱۰۹۰۹۱ | 2001 QA31    | ۱۶ اوت ۲۰۰۱     |
| ۱۰۹۰۹۲ | 2001 QG31    | ۱۶ اوت ۲۰۰۱     |
| ۱۰۹۰۹۳ | 2001 QS31    | ۱۶ اوت ۲۰۰۱     |
| ۱۰۹۰۹۴ | 2001 QX31    | ۱۶ اوت ۲۰۰۱     |
| ۱۰۹۰۹۵ | 2001 QB33    | ۱۷ اوت ۲۰۰۱     |
| ۱۰۹۰۹۶ | 2001 QJ33    | ۱۶ اوت ۲۰۰۱     |
| ۱۰۹۰۹۷ | 2001 QM33    | ۱۹ اوت ۲۰۰۱     |
| ۱۰۹۰۹۸ | 2001 QG34    | ۱۹ اوت ۲۰۰۱     |
| ۱۰۹۰۹۹ | 2001 QW34    | ۱۶ اوت ۲۰۰۱     |
| ۱۰۹۱۰۰ | 2001 QG35    | ۱۶ اوت ۲۰۰۱     |
| ۱۰۹۱۰۱ | 2001 QH35    | ۱۶ اوت ۲۰۰۱     |
| ۱۰۹۱۰۲ | 2001 QR35    | ۱۶ اوت ۲۰۰۱     |
| ۱۰۹۱۰۳ | 2001 QW35    | ۱۶ اوت ۲۰۰۱     |
| ۱۰۹۱۰۴ | 2001 QV36    | ۱۶ اوت ۲۰۰۱     |
| ۱۰۹۱۰۵ | 2001 QP37    | ۱۶ اوت ۲۰۰۱     |
| ۱۰۹۱۰۶ | 2001 QU37    | ۱۶ اوت ۲۰۰۱     |
| ۱۰۹۱۰۷ | 2001 QB38    | ۱۶ اوت ۲۰۰۱     |
| ۱۰۹۱۰۸ | 2001 QG38    | ۱۶ اوت ۲۰۰۱     |
| ۱۰۹۱۰۹ | 2001 QU38    | ۱۶ اوت ۲۰۰۱     |
| ۱۰۹۱۱۰ | 2001 QW38    | ۱۶ اوت ۲۰۰۱     |
| ۱۰۹۱۱۱ | 2001 QD39    | ۱۶ اوت ۲۰۰۱     |
| ۱۰۹۱۱۲ | 2001 QR39    | ۱۶ اوت ۲۰۰۱     |
| ۱۰۹۱۱۳ | 2001 QB41    | ۱۶ اوت ۲۰۰۱     |
| ۱۰۹۱۱۴ | 2001 QE41    | ۱۶ اوت ۲۰۰۱     |
| ۱۰۹۱۱۵ | 2001 QV41    | ۱۶ اوت ۲۰۰۱     |
| ۱۰۹۱۱۶ | 2001 QD42    | ۱۶ اوت ۲۰۰۱     |
| ۱۰۹۱۱۷ | 2001 QE42    | ۱۶ اوت ۲۰۰۱     |
| ۱۰۹۱۱۸ | 2001 QH42    | ۱۶ اوت ۲۰۰۱     |
| ۱۰۹۱۱۹ | 2001 QB43    | ۱۶ اوت ۲۰۰۱     |
| ۱۰۹۱۲۰ | 2001 QO43    | ۱۶ اوت ۲۰۰۱     |
| ۱۰۹۱۲۱ | 2001 QU43    | ۱۶ اوت ۲۰۰۱     |
| ۱۰۹۱۲۲ | 2001 QZ43    | ۱۶ اوت ۲۰۰۱     |
| ۱۰۹۱۲۳ | 2001 QX44    | ۱۶ اوت ۲۰۰۱     |
| ۱۰۹۱۲۴ | 2001 QT45    | ۱۶ اوت ۲۰۰۱     |
| ۱۰۹۱۲۵ | 2001 QT46    | ۱۶ اوت ۲۰۰۱     |
| ۱۰۹۱۲۶ | 2001 QK48    | ۱۶ اوت ۲۰۰۱     |
| ۱۰۹۱۲۷ | 2001 QQ48    | ۱۶ اوت ۲۰۰۱     |
| ۱۰۹۱۲۸ | 2001 QW48    | ۱۶ اوت ۲۰۰۱     |
| ۱۰۹۱۲۹ | 2001 QV49    | ۱۶ اوت ۲۰۰۱     |
| ۱۰۹۱۳۰ | 2001 QK51    | ۱۶ اوت ۲۰۰۱     |
| ۱۰۹۱۳۱ | 2001 QV51    | ۱۶ اوت ۲۰۰۱     |
| ۱۰۹۱۳۲ | 2001 QE52    | ۱۶ اوت ۲۰۰۱     |
| ۱۰۹۱۳۳ | 2001 QH52    | ۱۶ اوت ۲۰۰۱     |
| ۱۰۹۱۳۴ | 2001 QF53    | ۱۶ اوت ۲۰۰۱     |
| ۱۰۹۱۳۵ | 2001 QK53    | ۱۶ اوت ۲۰۰۱     |
| ۱۰۹۱۳۶ | 2001 QM54    | ۱۶ اوت ۲۰۰۱     |
| ۱۰۹۱۳۷ | 2001 QO54    | ۱۶ اوت ۲۰۰۱     |
| ۱۰۹۱۳۸ | 2001 QF55    | ۱۶ اوت ۲۰۰۱     |
| ۱۰۹۱۳۹ | 2001 QJ55    | ۱۶ اوت ۲۰۰۱     |
| ۱۰۹۱۴۰ | 2001 QK55    | ۱۶ اوت ۲۰۰۱     |
| ۱۰۹۱۴۱ | 2001 QZ55    | ۱۶ اوت ۲۰۰۱     |
| ۱۰۹۱۴۲ | 2001 QP56    | ۱۶ اوت ۲۰۰۱     |
| ۱۰۹۱۴۳ | 2001 QC57    | ۱۶ اوت ۲۰۰۱     |
| ۱۰۹۱۴۴ | 2001 QN57    | ۱۶ اوت ۲۰۰۱     |
| ۱۰۹۱۴۵ | 2001 QO57    | ۱۶ اوت ۲۰۰۱     |
| ۱۰۹۱۴۶ | 2001 QS57    | ۱۶ اوت ۲۰۰۱     |
| ۱۰۹۱۴۷ | 2001 QZ57    | ۱۶ اوت ۲۰۰۱     |
| ۱۰۹۱۴۸ | 2001 QL58    | ۱۶ اوت ۲۰۰۱     |
| ۱۰۹۱۴۹ | 2001 QR58    | ۱۶ اوت ۲۰۰۱     |
| ۱۰۹۱۵۰ | 2001 QW58    | ۱۷ اوت ۲۰۰۱     |
| ۱۰۹۱۵۱ | 2001 QH59    | ۱۷ اوت ۲۰۰۱     |
| ۱۰۹۱۵۲ | 2001 QA60    | ۱۸ اوت ۲۰۰۱     |
| ۱۰۹۱۵۳ | 2001 QH60    | ۱۸ اوت ۲۰۰۱     |
| ۱۰۹۱۵۴ | 2001 QN60    | ۱۸ اوت ۲۰۰۱     |
| ۱۰۹۱۵۵ | 2001 QR60    | ۱۶ اوت ۲۰۰۱     |
| ۱۰۹۱۵۶ | 2001 QV60    | ۱۶ اوت ۲۰۰۱     |
| ۱۰۹۱۵۷ | 2001 QW60    | ۱۷ اوت ۲۰۰۱     |
| ۱۰۹۱۵۸ | 2001 QW61    | ۱۶ اوت ۲۰۰۱     |
| ۱۰۹۱۵۹ | 2001 QY61    | ۱۶ اوت ۲۰۰۱     |
| ۱۰۹۱۶۰ | 2001 QM62    | ۱۶ اوت ۲۰۰۱     |
| ۱۰۹۱۶۱ | 2001 QN62    | ۱۶ اوت ۲۰۰۱     |
| ۱۰۹۱۶۲ | 2001 QW62    | ۱۶ اوت ۲۰۰۱     |
| ۱۰۹۱۶۳ | 2001 QX62    | ۱۶ اوت ۲۰۰۱     |
| ۱۰۹۱۶۴ | 2001 QA63    | ۱۶ اوت ۲۰۰۱     |
| ۱۰۹۱۶۵ | 2001 QF63    | ۱۶ اوت ۲۰۰۱     |
| ۱۰۹۱۶۶ | 2001 QH63    | ۱۶ اوت ۲۰۰۱     |
| ۱۰۹۱۶۷ | 2001 QO63    | ۱۶ اوت ۲۰۰۱     |
| ۱۰۹۱۶۸ | 2001 QE64    | ۱۶ اوت ۲۰۰۱     |
| ۱۰۹۱۶۹ | 2001 QF64    | ۱۶ اوت ۲۰۰۱     |
| ۱۰۹۱۷۰ | 2001 QK64    | ۱۶ اوت ۲۰۰۱     |
| ۱۰۹۱۷۱ | 2001 QP64    | ۱۶ اوت ۲۰۰۱     |
| ۱۰۹۱۷۲ | 2001 QT64    | ۱۶ اوت ۲۰۰۱     |
| ۱۰۹۱۷۳ | 2001 QZ64    | ۱۶ اوت ۲۰۰۱     |
| ۱۰۹۱۷۴ | 2001 QS65    | ۱۷ اوت ۲۰۰۱     |
| ۱۰۹۱۷۵ | 2001 QB66    | ۱۷ اوت ۲۰۰۱     |
| ۱۰۹۱۷۶ | 2001 QE66    | ۱۷ اوت ۲۰۰۱     |
| ۱۰۹۱۷۷ | 2001 QL66    | ۱۷ اوت ۲۰۰۱     |
| ۱۰۹۱۷۸ | 2001 QS66    | ۱۷ اوت ۲۰۰۱     |
| ۱۰۹۱۷۹ | 2001 QX66    | ۱۸ اوت ۲۰۰۱     |
| ۱۰۹۱۸۰ | 2001 QD67    | ۱۸ اوت ۲۰۰۱     |
| ۱۰۹۱۸۱ | 2001 QN67    | ۱۹ اوت ۲۰۰۱     |
| ۱۰۹۱۸۲ | 2001 QV67    | ۱۹ اوت ۲۰۰۱     |
| ۱۰۹۱۸۳ | 2001 QO68    | ۲۰ اوت ۲۰۰۱     |
| ۱۰۹۱۸۴ | 2001 QE69    | ۱۷ اوت ۲۰۰۱     |
| ۱۰۹۱۸۵ | 2001 QA70    | ۱۷ اوت ۲۰۰۱     |
| ۱۰۹۱۸۶ | 2001 QB70    | ۱۷ اوت ۲۰۰۱     |
| ۱۰۹۱۸۷ | 2001 QK71    | ۱۶ اوت ۲۰۰۱     |
| ۱۰۹۱۸۸ | 2001 QE72    | ۲۱ اوت ۲۰۰۱     |
| ۱۰۹۱۸۹ | 2001 QT72    | ۱۹ اوت ۲۰۰۱     |
| ۱۰۹۱۹۰ | 2001 QK73    | ۱۹ اوت ۲۰۰۱     |
| ۱۰۹۱۹۱ | 2001 QS73    | ۱۶ اوت ۲۰۰۱     |
| ۱۰۹۱۹۲ | 2001 QU73    | ۱۶ اوت ۲۰۰۱     |
| ۱۰۹۱۹۳ | 2001 QL74    | ۱۶ اوت ۲۰۰۱     |
| ۱۰۹۱۹۴ | 2001 QB75    | ۱۶ اوت ۲۰۰۱     |
| ۱۰۹۱۹۵ | 2001 QE75    | ۱۶ اوت ۲۰۰۱     |
| ۱۰۹۱۹۶ | 2001 QA76    | ۱۶ اوت ۲۰۰۱     |
| ۱۰۹۱۹۷ | 2001 QN76    | ۱۶ اوت ۲۰۰۱     |
| ۱۰۹۱۹۸ | 2001 QP76    | ۱۶ اوت ۲۰۰۱     |
| ۱۰۹۱۹۹ | 2001 QV77    | ۱۶ اوت ۲۰۰۱     |
| ۱۰۹۲۰۰ | 2001 QA78    | ۱۶ اوت ۲۰۰۱     |
| ۱۰۹۲۰۱ | 2001 QH78    | ۱۶ اوت ۲۰۰۱     |
| ۱۰۹۲۰۲ | 2001 QQ79    | ۱۶ اوت ۲۰۰۱     |
| ۱۰۹۲۰۳ | 2001 QY79    | ۱۶ اوت ۲۰۰۱     |
| ۱۰۹۲۰۴ | 2001 QE81    | ۱۷ اوت ۲۰۰۱     |
| ۱۰۹۲۰۵ | 2001 QP81    | ۱۷ اوت ۲۰۰۱     |
| ۱۰۹۲۰۶ | 2001 QL82    | ۱۷ اوت ۲۰۰۱     |
| ۱۰۹۲۰۷ | 2001 QQ82    | ۱۷ اوت ۲۰۰۱     |
| ۱۰۹۲۰۸ | 2001 QT82    | ۱۷ اوت ۲۰۰۱     |
| ۱۰۹۲۰۹ | 2001 QX82    | ۱۷ اوت ۲۰۰۱     |
| ۱۰۹۲۱۰ | 2001 QJ83    | ۱۷ اوت ۲۰۰۱     |
| ۱۰۹۲۱۱ | 2001 QO83    | ۱۷ اوت ۲۰۰۱     |
| ۱۰۹۲۱۲ | 2001 QR83    | ۱۷ اوت ۲۰۰۱     |
| ۱۰۹۲۱۳ | 2001 QT84    | ۱۸ اوت ۲۰۰۱     |
| ۱۰۹۲۱۴ | 2001 QJ85    | ۱۹ اوت ۲۰۰۱     |
| ۱۰۹۲۱۵ | 2001 QP85    | ۱۹ اوت ۲۰۰۱     |
| ۱۰۹۲۱۶ | 2001 QU85    | ۲۲ اوت ۲۰۰۱     |
| ۱۰۹۲۱۷ | 2001 QX85    | ۲۲ اوت ۲۰۰۱     |
| ۱۰۹۲۱۸ | 2001 QM86    | ۱۶ اوت ۲۰۰۱     |
| ۱۰۹۲۱۹ | 2001 QT86    | ۱۶ اوت ۲۰۰۱     |
| ۱۰۹۲۲۰ | 2001 QE87    | ۱۷ اوت ۲۰۰۱     |
| ۱۰۹۲۲۱ | 2001 QM87    | ۱۷ اوت ۲۰۰۱     |
| ۱۰۹۲۲۲ | 2001 QN87    | ۱۷ اوت ۲۰۰۱     |
| ۱۰۹۲۲۳ | 2001 QW87    | ۲۲ اوت ۲۰۰۱     |
| ۱۰۹۲۲۴ | 2001 QE89    | ۲۲ اوت ۲۰۰۱     |
| ۱۰۹۲۲۵ | 2001 QH89    | ۱۶ اوت ۲۰۰۱     |
| ۱۰۹۲۲۶ | 2001 QH91    | ۲۲ اوت ۲۰۰۱     |
| ۱۰۹۲۲۷ | 2001 QB92    | ۱۹ اوت ۲۰۰۱     |
| ۱۰۹۲۲۸ | 2001 QN92    | ۲۲ اوت ۲۰۰۱     |
| ۱۰۹۲۲۹ | 2001 QC93    | ۲۲ اوت ۲۰۰۱     |
| ۱۰۹۲۳۰ | 2001 QD93    | ۲۲ اوت ۲۰۰۱     |
| ۱۰۹۲۳۱ | 2001 QF93    | ۲۲ اوت ۲۰۰۱     |
| ۱۰۹۲۳۲ | 2001 QJ93    | ۲۲ اوت ۲۰۰۱     |
| ۱۰۹۲۳۳ | 2001 QV93    | ۲۲ اوت ۲۰۰۱     |
| ۱۰۹۲۳۴ | 2001 QX93    | ۲۲ اوت ۲۰۰۱     |
| ۱۰۹۲۳۵ | 2001 QH94    | ۲۳ اوت ۲۰۰۱     |
| ۱۰۹۲۳۶ | 2001 QR94    | ۲۳ اوت ۲۰۰۱     |
| ۱۰۹۲۳۷ | 2001 QT96    | ۱۶ اوت ۲۰۰۱     |
| ۱۰۹۲۳۸ | 2001 QX96    | ۱۷ اوت ۲۰۰۱     |
| ۱۰۹۲۳۹ | 2001 QP97    | ۱۷ اوت ۲۰۰۱     |
| ۱۰۹۲۴۰ | 2001 QD98    | ۱۹ اوت ۲۰۰۱     |
| ۱۰۹۲۴۱ | 2001 QH98    | ۱۹ اوت ۲۰۰۱     |
| ۱۰۹۲۴۲ | 2001 QT98    | ۲۰ اوت ۲۰۰۱     |
| ۱۰۹۲۴۳ | 2001 QV98    | ۲۱ اوت ۲۰۰۱     |
| ۱۰۹۲۴۴ | 2001 QZ98    | ۲۲ اوت ۲۰۰۱     |
| ۱۰۹۲۴۵ | 2001 QE99    | ۲۲ اوت ۲۰۰۱     |
| ۱۰۹۲۴۶ | 2001 QP99    | ۱۶ اوت ۲۰۰۱     |
| ۱۰۹۲۴۷ | 2001 QN101   | ۱۸ اوت ۲۰۰۱     |
| ۱۰۹۲۴۸ | 2001 QV101   | ۱۸ اوت ۲۰۰۱     |
| ۱۰۹۲۴۹ | 2001 QV102   | ۱۹ اوت ۲۰۰۱     |
| ۱۰۹۲۵۰ | 2001 QX102   | ۱۹ اوت ۲۰۰۱     |
| ۱۰۹۲۵۱ | 2001 QY102   | ۱۹ اوت ۲۰۰۱     |
| ۱۰۹۲۵۲ | 2001 QC103   | ۱۹ اوت ۲۰۰۱     |
| ۱۰۹۲۵۳ | 2001 QT103   | ۱۹ اوت ۲۰۰۱     |
| ۱۰۹۲۵۴ | 2001 QJ104   | ۲۰ اوت ۲۰۰۱     |
| ۱۰۹۲۵۵ | 2001 QB105   | ۲۲ اوت ۲۰۰۱     |
| ۱۰۹۲۵۶ | 2001 QQ105   | ۲۳ اوت ۲۰۰۱     |
| ۱۰۹۲۵۷ | 2001 QR105   | ۲۳ اوت ۲۰۰۱     |
| ۱۰۹۲۵۸ | 2001 QY105   | ۱۸ اوت ۲۰۰۱     |
| ۱۰۹۲۵۹ | 2001 QB106   | ۱۸ اوت ۲۰۰۱     |
| ۱۰۹۲۶۰ | 2001 QT106   | ۲۱ اوت ۲۰۰۱     |
| ۱۰۹۲۶۱ | 2001 QB108   | ۲۵ اوت ۲۰۰۱     |
| ۱۰۹۲۶۲ | 2001 QE108   | ۲۵ اوت ۲۰۰۱     |
| ۱۰۹۲۶۳ | 2001 QO108   | ۲۴ اوت ۲۰۰۱     |
| ۱۰۹۲۶۴ | 2001 QJ109   | ۲۰ اوت ۲۰۰۱     |
| ۱۰۹۲۶۵ | 2001 QX109   | ۲۱ اوت ۲۰۰۱     |
| ۱۰۹۲۶۶ | 2001 QL110   | ۱۹ اوت ۲۰۰۱     |
| ۱۰۹۲۶۷ | 2001 QM111   | ۲۶ اوت ۲۰۰۱     |
| ۱۰۹۲۶۸ | 2001 QQ111   | ۲۲ اوت ۲۰۰۱     |
| ۱۰۹۲۶۹ | 2001 QR111   | ۲۲ اوت ۲۰۰۱     |
| ۱۰۹۲۷۰ | 2001 QA112   | ۲۴ اوت ۲۰۰۱     |
| ۱۰۹۲۷۱ | 2001 QQ112   | ۲۵ اوت ۲۰۰۱     |
| ۱۰۹۲۷۲ | 2001 QY112   | ۲۵ اوت ۲۰۰۱     |
| ۱۰۹۲۷۳ | 2001 QG114   | ۱۷ اوت ۲۰۰۱     |
| ۱۰۹۲۷۴ | 2001 QQ114   | ۱۷ اوت ۲۰۰۱     |
| ۱۰۹۲۷۵ | 2001 QX114   | ۱۷ اوت ۲۰۰۱     |
| ۱۰۹۲۷۶ | 2001 QN115   | ۱۷ اوت ۲۰۰۱     |
| ۱۰۹۲۷۷ | 2001 QO116   | ۱۷ اوت ۲۰۰۱     |
| ۱۰۹۲۷۸ | 2001 QP116   | ۱۷ اوت ۲۰۰۱     |
| ۱۰۹۲۷۹ | 2001 QF118   | ۱۷ اوت ۲۰۰۱     |
| ۱۰۹۲۸۰ | 2001 QO118   | ۱۷ اوت ۲۰۰۱     |
| ۱۰۹۲۸۱ | 2001 QX118   | ۱۷ اوت ۲۰۰۱     |
| ۱۰۹۲۸۲ | 2001 QU119   | ۱۸ اوت ۲۰۰۱     |
| ۱۰۹۲۸۳ | 2001 QY119   | ۱۸ اوت ۲۰۰۱     |
| ۱۰۹۲۸۴ | 2001 QP120   | ۱۹ اوت ۲۰۰۱     |
| ۱۰۹۲۸۵ | 2001 QR120   | ۱۹ اوت ۲۰۰۱     |
| ۱۰۹۲۸۶ | 2001 QR121   | ۱۹ اوت ۲۰۰۱     |
| ۱۰۹۲۸۷ | 2001 QF122   | ۱۹ اوت ۲۰۰۱     |
| ۱۰۹۲۸۸ | 2001 QY122   | ۱۹ اوت ۲۰۰۱     |
| ۱۰۹۲۸۹ | 2001 QB123   | ۱۹ اوت ۲۰۰۱     |
| ۱۰۹۲۹۰ | 2001 QG123   | ۱۹ اوت ۲۰۰۱     |
| ۱۰۹۲۹۱ | 2001 QN123   | ۱۹ اوت ۲۰۰۱     |
| ۱۰۹۲۹۲ | 2001 QB124   | ۱۹ اوت ۲۰۰۱     |
| ۱۰۹۲۹۳ | 2001 QJ124   | ۱۹ اوت ۲۰۰۱     |
| ۱۰۹۲۹۴ | 2001 QN124   | ۱۹ اوت ۲۰۰۱     |
| ۱۰۹۲۹۵ | 2001 QQ124   | ۱۹ اوت ۲۰۰۱     |
| ۱۰۹۲۹۶ | 2001 QM125   | ۱۹ اوت ۲۰۰۱     |
| ۱۰۹۲۹۷ | 2001 QN127   | ۲۰ اوت ۲۰۰۱     |
| ۱۰۹۲۹۸ | 2001 QQ127   | ۲۰ اوت ۲۰۰۱     |
| ۱۰۹۲۹۹ | 2001 QJ128   | ۲۰ اوت ۲۰۰۱     |
| ۱۰۹۳۰۰ | 2001 QK128   | ۲۰ اوت ۲۰۰۱     |
| ۱۰۹۳۰۱ | 2001 QR128   | ۲۰ اوت ۲۰۰۱     |
| ۱۰۹۳۰۲ | 2001 QW129   | ۲۰ اوت ۲۰۰۱     |
| ۱۰۹۳۰۳ | 2001 QC130   | ۲۰ اوت ۲۰۰۱     |
| ۱۰۹۳۰۴ | 2001 QQ130   | ۲۰ اوت ۲۰۰۱     |
| ۱۰۹۳۰۵ | 2001 QG131   | ۲۰ اوت ۲۰۰۱     |
| ۱۰۹۳۰۶ | 2001 QO131   | ۲۰ اوت ۲۰۰۱     |
| ۱۰۹۳۰۷ | 2001 QZ131   | ۲۰ اوت ۲۰۰۱     |
| ۱۰۹۳۰۸ | 2001 QR132   | ۲۰ اوت ۲۰۰۱     |
| ۱۰۹۳۰۹ | 2001 QM133   | ۲۱ اوت ۲۰۰۱     |
| ۱۰۹۳۱۰ | 2001 QN133   | ۲۱ اوت ۲۰۰۱     |
| ۱۰۹۳۱۱ | 2001 QB134   | ۲۱ اوت ۲۰۰۱     |
| ۱۰۹۳۱۲ | 2001 QQ134   | ۲۲ اوت ۲۰۰۱     |
| ۱۰۹۳۱۳ | 2001 QR134   | ۲۲ اوت ۲۰۰۱     |
| ۱۰۹۳۱۴ | 2001 QU134   | ۲۲ اوت ۲۰۰۱     |
| ۱۰۹۳۱۵ | 2001 QM135   | ۲۲ اوت ۲۰۰۱     |
| ۱۰۹۳۱۶ | 2001 QO135   | ۲۲ اوت ۲۰۰۱     |
| ۱۰۹۳۱۷ | 2001 QB136   | ۲۲ اوت ۲۰۰۱     |
| ۱۰۹۳۱۸ | 2001 QU137   | ۲۲ اوت ۲۰۰۱     |
| ۱۰۹۳۱۹ | 2001 QC138   | ۲۲ اوت ۲۰۰۱     |
| ۱۰۹۳۲۰ | 2001 QD138   | ۲۲ اوت ۲۰۰۱     |
| ۱۰۹۳۲۱ | 2001 QS139   | ۲۲ اوت ۲۰۰۱     |
| ۱۰۹۳۲۲ | 2001 QU139   | ۲۲ اوت ۲۰۰۱     |
| ۱۰۹۳۲۳ | 2001 QW139   | ۲۲ اوت ۲۰۰۱     |
| ۱۰۹۳۲۴ | 2001 QA140   | ۲۲ اوت ۲۰۰۱     |
| ۱۰۹۳۲۵ | 2001 QH140   | ۲۲ اوت ۲۰۰۱     |
| ۱۰۹۳۲۶ | 2001 QN140   | ۲۲ اوت ۲۰۰۱     |
| ۱۰۹۳۲۷ | 2001 QU140   | ۲۲ اوت ۲۰۰۱     |
| ۱۰۹۳۲۸ | 2001 QE141   | ۲۳ اوت ۲۰۰۱     |
| ۱۰۹۳۲۹ | 2001 QG141   | ۲۴ اوت ۲۰۰۱     |
| ۱۰۹۳۳۰ | 2001 QW142   | ۲۴ اوت ۲۰۰۱     |
| ۱۰۹۳۳۱ | 2001 QY142   | ۲۴ اوت ۲۰۰۱     |
| ۱۰۹۳۳۲ | 2001 QD143   | ۲۱ اوت ۲۰۰۱     |
| ۱۰۹۳۳۳ | 2001 QE143   | ۲۱ اوت ۲۰۰۱     |
| ۱۰۹۳۳۴ | 2001 QL143   | ۲۱ اوت ۲۰۰۱     |
| ۱۰۹۳۳۵ | 2001 QP143   | ۲۱ اوت ۲۰۰۱     |
| ۱۰۹۳۳۶ | 2001 QF144   | ۲۱ اوت ۲۰۰۱     |
| ۱۰۹۳۳۷ | 2001 QZ146   | ۲۰ اوت ۲۰۰۱     |
| ۱۰۹۳۳۸ | 2001 QW147   | ۲۰ اوت ۲۰۰۱     |
| ۱۰۹۳۳۹ | 2001 QA148   | ۲۰ اوت ۲۰۰۱     |
| ۱۰۹۳۴۰ | 2001 QF148   | ۲۰ اوت ۲۰۰۱     |
| ۱۰۹۳۴۱ | 2001 QN148   | ۲۰ اوت ۲۰۰۱     |
| ۱۰۹۳۴۲ | 2001 QR148   | ۲۰ اوت ۲۰۰۱     |
| ۱۰۹۳۴۳ | 2001 QE149   | ۲۱ اوت ۲۰۰۱     |
| ۱۰۹۳۴۴ | 2001 QG149   | ۲۲ اوت ۲۰۰۱     |
| ۱۰۹۳۴۵ | 2001 QH150   | ۲۵ اوت ۲۰۰۱     |
| ۱۰۹۳۴۶ | 2001 QK150   | ۲۷ اوت ۲۰۰۱     |
| ۱۰۹۳۴۷ | 2001 QM151   | ۲۳ اوت ۲۰۰۱     |
| ۱۰۹۳۴۸ | 2001 QG152   | ۲۲ اوت ۲۰۰۱     |
| ۱۰۹۳۴۹ | 2001 QH152   | ۲۳ اوت ۲۰۰۱     |
| ۱۰۹۳۵۰ | 2001 QM152   | ۲۵ اوت ۲۰۰۱     |
| ۱۰۹۳۵۱ | 2001 QX152   | ۲۷ اوت ۲۰۰۱     |
| ۱۰۹۳۵۲ | 2001 QR153   | ۱۸ اوت ۲۰۰۱     |
| ۱۰۹۳۵۳ | 2001 QS153   | ۲۶ اوت ۲۰۰۱     |
| ۱۰۹۳۵۴ | 2001 QU153   | ۲۶ اوت ۲۰۰۱     |
| ۱۰۹۳۵۵ | 2001 QC154   | ۲۸ اوت ۲۰۰۱     |
| ۱۰۹۳۵۶ | 2001 QF155   | ۲۳ اوت ۲۰۰۱     |
| ۱۰۹۳۵۷ | 2001 QM155   | ۲۳ اوت ۲۰۰۱     |
| ۱۰۹۳۵۸ | 2001 QR155   | ۲۳ اوت ۲۰۰۱     |
| ۱۰۹۳۵۹ | 2001 QZ155   | ۲۳ اوت ۲۰۰۱     |
| ۱۰۹۳۶۰ | 2001 QF156   | ۲۳ اوت ۲۰۰۱     |
| ۱۰۹۳۶۱ | 2001 QX156   | ۲۳ اوت ۲۰۰۱     |
| ۱۰۹۳۶۲ | 2001 QO157   | ۲۳ اوت ۲۰۰۱     |
| ۱۰۹۳۶۳ | 2001 QU157   | ۲۳ اوت ۲۰۰۱     |
| ۱۰۹۳۶۴ | 2001 QW157   | ۲۳ اوت ۲۰۰۱     |
| ۱۰۹۳۶۵ | 2001 QC158   | ۲۳ اوت ۲۰۰۱     |
| ۱۰۹۳۶۶ | 2001 QK158   | ۲۳ اوت ۲۰۰۱     |
| ۱۰۹۳۶۷ | 2001 QL158   | ۲۳ اوت ۲۰۰۱     |
| ۱۰۹۳۶۸ | 2001 QM158   | ۲۳ اوت ۲۰۰۱     |
| ۱۰۹۳۶۹ | 2001 QA159   | ۲۳ اوت ۲۰۰۱     |
| ۱۰۹۳۷۰ | 2001 QU159   | ۲۳ اوت ۲۰۰۱     |
| ۱۰۹۳۷۱ | 2001 QY159   | ۲۳ اوت ۲۰۰۱     |
| ۱۰۹۳۷۲ | 2001 QS160   | ۲۳ اوت ۲۰۰۱     |
| ۱۰۹۳۷۳ | 2001 QQ161   | ۲۳ اوت ۲۰۰۱     |
| ۱۰۹۳۷۴ | 2001 QF162   | ۲۳ اوت ۲۰۰۱     |
| ۱۰۹۳۷۵ | 2001 QR162   | ۲۳ اوت ۲۰۰۱     |
| ۱۰۹۳۷۶ | 2001 QE163   | ۲۳ اوت ۲۰۰۱     |
| ۱۰۹۳۷۷ | 2001 QF163   | ۲۳ اوت ۲۰۰۱     |
| ۱۰۹۳۷۸ | 2001 QN163   | ۳۱ اوت ۲۰۰۱     |
| ۱۰۹۳۷۹ | 2001 QU163   | ۳۱ اوت ۲۰۰۱     |
| ۱۰۹۳۸۰ | 2001 QP164   | ۲۲ اوت ۲۰۰۱     |
| ۱۰۹۳۸۱ | 2001 QA165   | ۲۲ اوت ۲۰۰۱     |
| ۱۰۹۳۸۲ | 2001 QG165   | ۲۴ اوت ۲۰۰۱     |
| ۱۰۹۳۸۳ | 2001 QR165   | ۲۴ اوت ۲۰۰۱     |
| ۱۰۹۳۸۴ | 2001 QJ166   | ۲۴ اوت ۲۰۰۱     |
| ۱۰۹۳۸۵ | 2001 QH168   | ۲۵ اوت ۲۰۰۱     |
| ۱۰۹۳۸۶ | 2001 QJ168   | ۲۵ اوت ۲۰۰۱     |
| ۱۰۹۳۸۷ | 2001 QL168   | ۲۵ اوت ۲۰۰۱     |
| ۱۰۹۳۸۸ | 2001 QB169   | ۲۶ اوت ۲۰۰۱     |
| ۱۰۹۳۸۹ | 2001 QE169   | ۲۶ اوت ۲۰۰۱     |
| ۱۰۹۳۹۰ | 2001 QS169   | ۲۲ اوت ۲۰۰۱     |
| ۱۰۹۳۹۱ | 2001 QY171   | ۲۵ اوت ۲۰۰۱     |
| ۱۰۹۳۹۲ | 2001 QV172   | ۲۵ اوت ۲۰۰۱     |
| ۱۰۹۳۹۳ | 2001 QT173   | ۲۵ اوت ۲۰۰۱     |
| ۱۰۹۳۹۴ | 2001 QX173   | ۲۵ اوت ۲۰۰۱     |
| ۱۰۹۳۹۵ | 2001 QK175   | ۲۱ اوت ۲۰۰۱     |
| ۱۰۹۳۹۶ | 2001 QV177   | ۲۵ اوت ۲۰۰۱     |
| ۱۰۹۳۹۷ | 2001 QM178   | ۲۶ اوت ۲۰۰۱     |
| ۱۰۹۳۹۸ | 2001 QW178   | ۲۷ اوت ۲۰۰۱     |
| ۱۰۹۳۹۹ | 2001 QV179   | ۲۵ اوت ۲۰۰۱     |
| ۱۰۹۴۰۰ | 2001 QY179   | ۲۵ اوت ۲۰۰۱     |
| ۱۰۹۴۰۱ | 2001 QG180   | ۲۵ اوت ۲۰۰۱     |
| ۱۰۹۴۰۲ | 2001 QM180   | ۲۵ اوت ۲۰۰۱     |
| ۱۰۹۴۰۳ | 2001 QV180   | ۲۶ اوت ۲۰۰۱     |
| ۱۰۹۴۰۴ | 2001 QD181   | ۲۷ اوت ۲۰۰۱     |
| ۱۰۹۴۰۵ | 2001 QH181   | ۲۷ اوت ۲۰۰۱     |
| ۱۰۹۴۰۶ | 2001 QC182   | ۳۰ اوت ۲۰۰۱     |
| ۱۰۹۴۰۷ | 2001 QM182   | ۲۹ اوت ۲۰۰۱     |
| ۱۰۹۴۰۸ | 2001 QL184   | ۲۱ اوت ۲۰۰۱     |
| ۱۰۹۴۰۹ | 2001 QM184   | ۲۱ اوت ۲۰۰۱     |
| ۱۰۹۴۱۰ | 2001 QR184   | ۲۱ اوت ۲۰۰۱     |
| ۱۰۹۴۱۱ | 2001 QV184   | ۲۱ اوت ۲۰۰۱     |
| ۱۰۹۴۱۲ | 2001 QC186   | ۲۱ اوت ۲۰۰۱     |
| ۱۰۹۴۱۳ | 2001 QH186   | ۲۱ اوت ۲۰۰۱     |
| ۱۰۹۴۱۴ | 2001 QE187   | ۲۱ اوت ۲۰۰۱     |
| ۱۰۹۴۱۵ | 2001 QV187   | ۲۱ اوت ۲۰۰۱     |
| ۱۰۹۴۱۶ | 2001 QB189   | ۲۲ اوت ۲۰۰۱     |
| ۱۰۹۴۱۷ | 2001 QT191   | ۲۲ اوت ۲۰۰۱     |
| ۱۰۹۴۱۸ | 2001 QL192   | ۲۲ اوت ۲۰۰۱     |
| ۱۰۹۴۱۹ | 2001 QM192   | ۲۲ اوت ۲۰۰۱     |
| ۱۰۹۴۲۰ | 2001 QT192   | ۲۲ اوت ۲۰۰۱     |
| ۱۰۹۴۲۱ | 2001 QY192   | ۲۲ اوت ۲۰۰۱     |
| ۱۰۹۴۲۲ | 2001 QZ192   | ۲۲ اوت ۲۰۰۱     |
| ۱۰۹۴۲۳ | 2001 QJ193   | ۲۲ اوت ۲۰۰۱     |
| ۱۰۹۴۲۴ | 2001 QO194   | ۲۲ اوت ۲۰۰۱     |
| ۱۰۹۴۲۵ | 2001 QU194   | ۲۲ اوت ۲۰۰۱     |
| ۱۰۹۴۲۶ | 2001 QX194   | ۲۲ اوت ۲۰۰۱     |
| ۱۰۹۴۲۷ | 2001 QN195   | ۲۲ اوت ۲۰۰۱     |
| ۱۰۹۴۲۸ | 2001 QO195   | ۲۲ اوت ۲۰۰۱     |
| ۱۰۹۴۲۹ | 2001 QQ195   | ۲۲ اوت ۲۰۰۱     |
| ۱۰۹۴۳۰ | 2001 QT195   | ۲۲ اوت ۲۰۰۱     |
| ۱۰۹۴۳۱ | 2001 QV195   | ۲۲ اوت ۲۰۰۱     |
| ۱۰۹۴۳۲ | 2001 QA196   | ۲۲ اوت ۲۰۰۱     |
| ۱۰۹۴۳۳ | 2001 QC196   | ۲۲ اوت ۲۰۰۱     |
| ۱۰۹۴۳۴ | 2001 QV196   | ۲۲ اوت ۲۰۰۱     |
| ۱۰۹۴۳۵ | 2001 QB197   | ۲۲ اوت ۲۰۰۱     |
| ۱۰۹۴۳۶ | 2001 QO198   | ۲۲ اوت ۲۰۰۱     |
| ۱۰۹۴۳۷ | 2001 QT198   | ۲۲ اوت ۲۰۰۱     |
| ۱۰۹۴۳۸ | 2001 QR199   | ۲۲ اوت ۲۰۰۱     |
| ۱۰۹۴۳۹ | 2001 QX199   | ۲۲ اوت ۲۰۰۱     |
| ۱۰۹۴۴۰ | 2001 QZ199   | ۲۲ اوت ۲۰۰۱     |
| ۱۰۹۴۴۱ | 2001 QA200   | ۲۲ اوت ۲۰۰۱     |
| ۱۰۹۴۴۲ | 2001 QT200   | ۲۲ اوت ۲۰۰۱     |
| ۱۰۹۴۴۳ | 2001 QC201   | ۲۲ اوت ۲۰۰۱     |
| ۱۰۹۴۴۴ | 2001 QG201   | ۲۲ اوت ۲۰۰۱     |
| ۱۰۹۴۴۵ | 2001 QX201   | ۲۲ اوت ۲۰۰۱     |
| ۱۰۹۴۴۶ | 2001 QS204   | ۲۳ اوت ۲۰۰۱     |
| ۱۰۹۴۴۷ | 2001 QO205   | ۲۳ اوت ۲۰۰۱     |
| ۱۰۹۴۴۸ | 2001 QC206   | ۲۳ اوت ۲۰۰۱     |
| ۱۰۹۴۴۹ | 2001 QD206   | ۲۳ اوت ۲۰۰۱     |
| ۱۰۹۴۵۰ | 2001 QP206   | ۲۳ اوت ۲۰۰۱     |
| ۱۰۹۴۵۱ | 2001 QF207   | ۲۳ اوت ۲۰۰۱     |
| ۱۰۹۴۵۲ | 2001 QB208   | ۲۳ اوت ۲۰۰۱     |
| ۱۰۹۴۵۳ | 2001 QA209   | ۲۳ اوت ۲۰۰۱     |
| ۱۰۹۴۵۴ | 2001 QQ209   | ۲۳ اوت ۲۰۰۱     |
| ۱۰۹۴۵۵ | 2001 QG210   | ۲۳ اوت ۲۰۰۱     |
| ۱۰۹۴۵۶ | 2001 QU210   | ۲۳ اوت ۲۰۰۱     |
| ۱۰۹۴۵۷ | 2001 QZ210   | ۲۳ اوت ۲۰۰۱     |
| ۱۰۹۴۵۸ | 2001 QG211   | ۲۳ اوت ۲۰۰۱     |
| ۱۰۹۴۵۹ | 2001 QS211   | ۲۳ اوت ۲۰۰۱     |
| ۱۰۹۴۶۰ | 2001 QZ211   | ۲۳ اوت ۲۰۰۱     |
| ۱۰۹۴۶۱ | 2001 QR212   | ۲۳ اوت ۲۰۰۱     |
| ۱۰۹۴۶۲ | 2001 QS212   | ۲۳ اوت ۲۰۰۱     |
| ۱۰۹۴۶۳ | 2001 QH213   | ۲۳ اوت ۲۰۰۱     |
| ۱۰۹۴۶۴ | 2001 QX213   | ۲۳ اوت ۲۰۰۱     |
| ۱۰۹۴۶۵ | 2001 QQ215   | ۲۳ اوت ۲۰۰۱     |
| ۱۰۹۴۶۶ | 2001 QW215   | ۲۳ اوت ۲۰۰۱     |
| ۱۰۹۴۶۷ | 2001 QG216   | ۲۳ اوت ۲۰۰۱     |
| ۱۰۹۴۶۸ | 2001 QG217   | ۲۳ اوت ۲۰۰۱     |
| ۱۰۹۴۶۹ | 2001 QK217   | ۲۳ اوت ۲۰۰۱     |
| ۱۰۹۴۷۰ | 2001 QM217   | ۲۳ اوت ۲۰۰۱     |
| ۱۰۹۴۷۱ | 2001 QH218   | ۲۳ اوت ۲۰۰۱     |
| ۱۰۹۴۷۲ | 2001 QP218   | ۲۳ اوت ۲۰۰۱     |
| ۱۰۹۴۷۳ | 2001 QV218   | ۲۳ اوت ۲۰۰۱     |
| ۱۰۹۴۷۴ | 2001 QH219   | ۲۳ اوت ۲۰۰۱     |
| ۱۰۹۴۷۵ | 2001 QL219   | ۲۳ اوت ۲۰۰۱     |
| ۱۰۹۴۷۶ | 2001 QS220   | ۲۴ اوت ۲۰۰۱     |
| ۱۰۹۴۷۷ | 2001 QY220   | ۲۴ اوت ۲۰۰۱     |
| ۱۰۹۴۷۸ | 2001 QJ221   | ۲۴ اوت ۲۰۰۱     |
| ۱۰۹۴۷۹ | 2001 QR221   | ۲۴ اوت ۲۰۰۱     |
| ۱۰۹۴۸۰ | 2001 QF222   | ۲۴ اوت ۲۰۰۱     |
| ۱۰۹۴۸۱ | 2001 QR222   | ۲۴ اوت ۲۰۰۱     |
| ۱۰۹۴۸۲ | 2001 QT222   | ۲۴ اوت ۲۰۰۱     |
| ۱۰۹۴۸۳ | 2001 QU222   | ۲۴ اوت ۲۰۰۱     |
| ۱۰۹۴۸۴ | 2001 QN223   | ۲۴ اوت ۲۰۰۱     |
| ۱۰۹۴۸۵ | 2001 QP223   | ۲۴ اوت ۲۰۰۱     |
| ۱۰۹۴۸۶ | 2001 QA224   | ۲۴ اوت ۲۰۰۱     |
| ۱۰۹۴۸۷ | 2001 QE224   | ۲۴ اوت ۲۰۰۱     |
| ۱۰۹۴۸۸ | 2001 QF225   | ۲۴ اوت ۲۰۰۱     |
| ۱۰۹۴۸۹ | 2001 QW225   | ۲۴ اوت ۲۰۰۱     |
| ۱۰۹۴۹۰ | 2001 QQ226   | ۲۴ اوت ۲۰۰۱     |
| ۱۰۹۴۹۱ | 2001 QF227   | ۲۴ اوت ۲۰۰۱     |
| ۱۰۹۴۹۲ | 2001 QG228   | ۲۴ اوت ۲۰۰۱     |
| ۱۰۹۴۹۳ | 2001 QM228   | ۲۴ اوت ۲۰۰۱     |
| ۱۰۹۴۹۴ | 2001 QW228   | ۲۴ اوت ۲۰۰۱     |
| ۱۰۹۴۹۵ | 2001 QX228   | ۲۴ اوت ۲۰۰۱     |
| ۱۰۹۴۹۶ | 2001 QA229   | ۲۴ اوت ۲۰۰۱     |
| ۱۰۹۴۹۷ | 2001 QL230   | ۲۴ اوت ۲۰۰۱     |
| ۱۰۹۴۹۸ | 2001 QR231   | ۲۴ اوت ۲۰۰۱     |
| ۱۰۹۴۹۹ | 2001 QV231   | ۲۴ اوت ۲۰۰۱     |
| ۱۰۹۵۰۰ | 2001 QC232   | ۲۴ اوت ۲۰۰۱     |
| ۱۰۹۵۰۱ | 2001 QE232   | ۲۴ اوت ۲۰۰۱     |
| ۱۰۹۵۰۲ | 2001 QF232   | ۲۴ اوت ۲۰۰۱     |
| ۱۰۹۵۰۳ | 2001 QL233   | ۲۴ اوت ۲۰۰۱     |
| ۱۰۹۵۰۴ | 2001 QV233   | ۲۴ اوت ۲۰۰۱     |
| ۱۰۹۵۰۵ | 2001 QA234   | ۲۴ اوت ۲۰۰۱     |
| ۱۰۹۵۰۶ | 2001 QO234   | ۲۴ اوت ۲۰۰۱     |
| ۱۰۹۵۰۷ | 2001 QT234   | ۲۴ اوت ۲۰۰۱     |
| ۱۰۹۵۰۸ | 2001 QV234   | ۲۴ اوت ۲۰۰۱     |
| ۱۰۹۵۰۹ | 2001 QY234   | ۲۴ اوت ۲۰۰۱     |
| ۱۰۹۵۱۰ | 2001 QM235   | ۲۴ اوت ۲۰۰۱     |
| ۱۰۹۵۱۱ | 2001 QY235   | ۲۴ اوت ۲۰۰۱     |
| ۱۰۹۵۱۲ | 2001 QA236   | ۲۴ اوت ۲۰۰۱     |
| ۱۰۹۵۱۳ | 2001 QQ236   | ۲۴ اوت ۲۰۰۱     |
| ۱۰۹۵۱۴ | 2001 QB237   | ۲۴ اوت ۲۰۰۱     |
| ۱۰۹۵۱۵ | 2001 QC238   | ۲۴ اوت ۲۰۰۱     |
| ۱۰۹۵۱۶ | 2001 QM238   | ۲۴ اوت ۲۰۰۱     |
| ۱۰۹۵۱۷ | 2001 QR238   | ۲۴ اوت ۲۰۰۱     |
| ۱۰۹۵۱۸ | 2001 QC239   | ۲۴ اوت ۲۰۰۱     |
| ۱۰۹۵۱۹ | 2001 QT239   | ۲۴ اوت ۲۰۰۱     |
| ۱۰۹۵۲۰ | 2001 QX241   | ۲۴ اوت ۲۰۰۱     |
| ۱۰۹۵۲۱ | 2001 QV242   | ۲۴ اوت ۲۰۰۱     |
| ۱۰۹۵۲۲ | 2001 QU243   | ۲۴ اوت ۲۰۰۱     |
| ۱۰۹۵۲۳ | 2001 QM244   | ۲۴ اوت ۲۰۰۱     |
| ۱۰۹۵۲۴ | 2001 QT244   | ۲۴ اوت ۲۰۰۱     |
| ۱۰۹۵۲۵ | 2001 QQ245   | ۲۴ اوت ۲۰۰۱     |
| ۱۰۹۵۲۶ | 2001 QS245   | ۲۴ اوت ۲۰۰۱     |
| ۱۰۹۵۲۷ | 2001 QU246   | ۲۴ اوت ۲۰۰۱     |
| ۱۰۹۵۲۸ | 2001 QW247   | ۲۴ اوت ۲۰۰۱     |
| ۱۰۹۵۲۹ | 2001 QE248   | ۲۴ اوت ۲۰۰۱     |
| ۱۰۹۵۳۰ | 2001 QK248   | ۲۴ اوت ۲۰۰۱     |
| ۱۰۹۵۳۱ | 2001 QP248   | ۲۴ اوت ۲۰۰۱     |
| ۱۰۹۵۳۲ | 2001 QM249   | ۲۴ اوت ۲۰۰۱     |
| ۱۰۹۵۳۳ | 2001 QX249   | ۲۴ اوت ۲۰۰۱     |
| ۱۰۹۵۳۴ | 2001 QF250   | ۲۴ اوت ۲۰۰۱     |
| ۱۰۹۵۳۵ | 2001 QP250   | ۲۴ اوت ۲۰۰۱     |
| ۱۰۹۵۳۶ | 2001 QT250   | ۲۴ اوت ۲۰۰۱     |
| ۱۰۹۵۳۷ | 2001 QU250   | ۲۴ اوت ۲۰۰۱     |
| ۱۰۹۵۳۸ | 2001 QV250   | ۲۴ اوت ۲۰۰۱     |
| ۱۰۹۵۳۹ | 2001 QR251   | ۲۵ اوت ۲۰۰۱     |
| ۱۰۹۵۴۰ | 2001 QN252   | ۲۵ اوت ۲۰۰۱     |
| ۱۰۹۵۴۱ | 2001 QY252   | ۲۵ اوت ۲۰۰۱     |
| ۱۰۹۵۴۲ | 2001 QS254   | ۲۵ اوت ۲۰۰۱     |
| ۱۰۹۵۴۳ | 2001 QB255   | ۲۵ اوت ۲۰۰۱     |
| ۱۰۹۵۴۴ | 2001 QH255   | ۲۵ اوت ۲۰۰۱     |
| ۱۰۹۵۴۵ | 2001 QF256   | ۲۵ اوت ۲۰۰۱     |
| ۱۰۹۵۴۶ | 2001 QP256   | ۲۵ اوت ۲۰۰۱     |
| ۱۰۹۵۴۷ | 2001 QZ256   | ۲۵ اوت ۲۰۰۱     |
| ۱۰۹۵۴۸ | 2001 QE257   | ۲۵ اوت ۲۰۰۱     |
| ۱۰۹۵۴۹ | 2001 QM257   | ۲۵ اوت ۲۰۰۱     |
| ۱۰۹۵۵۰ | 2001 QA258   | ۲۵ اوت ۲۰۰۱     |
| ۱۰۹۵۵۱ | 2001 QL259   | ۲۵ اوت ۲۰۰۱     |
| ۱۰۹۵۵۲ | 2001 QW259   | ۲۵ اوت ۲۰۰۱     |
| ۱۰۹۵۵۳ | 2001 QF260   | ۲۵ اوت ۲۰۰۱     |
| ۱۰۹۵۵۴ | 2001 QO260   | ۲۵ اوت ۲۰۰۱     |
| ۱۰۹۵۵۵ | 2001 QS260   | ۲۵ اوت ۲۰۰۱     |
| ۱۰۹۵۵۶ | 2001 QZ260   | ۲۵ اوت ۲۰۰۱     |
| ۱۰۹۵۵۷ | 2001 QS261   | ۲۵ اوت ۲۰۰۱     |
| ۱۰۹۵۵۸ | 2001 QT261   | ۲۵ اوت ۲۰۰۱     |
| ۱۰۹۵۵۹ | 2001 QH262   | ۲۵ اوت ۲۰۰۱     |
| ۱۰۹۵۶۰ | 2001 QN262   | ۲۵ اوت ۲۰۰۱     |
| ۱۰۹۵۶۱ | 2001 QO263   | ۲۵ اوت ۲۰۰۱     |
| ۱۰۹۵۶۲ | 2001 QY263   | ۲۵ اوت ۲۰۰۱     |
| ۱۰۹۵۶۳ | 2001 QF264   | ۲۵ اوت ۲۰۰۱     |
| ۱۰۹۵۶۴ | 2001 QP264   | ۲۶ اوت ۲۰۰۱     |
| ۱۰۹۵۶۵ | 2001 QQ264   | ۲۶ اوت ۲۰۰۱     |
| ۱۰۹۵۶۶ | 2001 QM265   | ۲۶ اوت ۲۰۰۱     |
| ۱۰۹۵۶۷ | 2001 QB267   | ۲۰ اوت ۲۰۰۱     |
| ۱۰۹۵۶۸ | 2001 QE267   | ۲۰ اوت ۲۰۰۱     |
| ۱۰۹۵۶۹ | 2001 QR267   | ۲۰ اوت ۲۰۰۱     |
| ۱۰۹۵۷۰ | 2001 QJ268   | ۲۰ اوت ۲۰۰۱     |
| ۱۰۹۵۷۱ | 2001 QV268   | ۲۰ اوت ۲۰۰۱     |
| ۱۰۹۵۷۲ | 2001 QJ269   | ۲۰ اوت ۲۰۰۱     |
| ۱۰۹۵۷۳ | Mishasmirnov | ۲۰ اوت ۲۰۰۱     |
| ۱۰۹۵۷۴ | 2001 QV269   | ۱۹ اوت ۲۰۰۱     |
| ۱۰۹۵۷۵ | 2001 QQ270   | ۱۹ اوت ۲۰۰۱     |
| ۱۰۹۵۷۶ | 2001 QB271   | ۱۹ اوت ۲۰۰۱     |
| ۱۰۹۵۷۷ | 2001 QD271   | ۱۹ اوت ۲۰۰۱     |
| ۱۰۹۵۷۸ | 2001 QV271   | ۱۹ اوت ۲۰۰۱     |
| ۱۰۹۵۷۹ | 2001 QL273   | ۱۹ اوت ۲۰۰۱     |
| ۱۰۹۵۸۰ | 2001 QN273   | ۱۹ اوت ۲۰۰۱     |
| ۱۰۹۵۸۱ | 2001 QO274   | ۱۹ اوت ۲۰۰۱     |
| ۱۰۹۵۸۲ | 2001 QL275   | ۱۹ اوت ۲۰۰۱     |
| ۱۰۹۵۸۳ | 2001 QP275   | ۱۹ اوت ۲۰۰۱     |
| ۱۰۹۵۸۴ | 2001 QZ275   | ۱۹ اوت ۲۰۰۱     |
| ۱۰۹۵۸۵ | 2001 QO276   | ۱۹ اوت ۲۰۰۱     |
| ۱۰۹۵۸۶ | 2001 QG277   | ۱۹ اوت ۲۰۰۱     |
| ۱۰۹۵۸۷ | 2001 QJ277   | ۱۹ اوت ۲۰۰۱     |
| ۱۰۹۵۸۸ | 2001 QN277   | ۱۹ اوت ۲۰۰۱     |
| ۱۰۹۵۸۹ | 2001 QD278   | ۱۹ اوت ۲۰۰۱     |
| ۱۰۹۵۹۰ | 2001 QF279   | ۱۹ اوت ۲۰۰۱     |
| ۱۰۹۵۹۱ | 2001 QV279   | ۱۹ اوت ۲۰۰۱     |
| ۱۰۹۵۹۲ | 2001 QJ280   | ۱۹ اوت ۲۰۰۱     |
| ۱۰۹۵۹۳ | 2001 QS280   | ۱۹ اوت ۲۰۰۱     |
| ۱۰۹۵۹۴ | 2001 QD281   | ۱۹ اوت ۲۰۰۱     |
| ۱۰۹۵۹۵ | 2001 QJ281   | ۱۹ اوت ۲۰۰۱     |
| ۱۰۹۵۹۶ | 2001 QK281   | ۱۹ اوت ۲۰۰۱     |
| ۱۰۹۵۹۷ | 2001 QU281   | ۱۹ اوت ۲۰۰۱     |
| ۱۰۹۵۹۸ | 2001 QD282   | ۱۹ اوت ۲۰۰۱     |
| ۱۰۹۵۹۹ | 2001 QF282   | ۱۹ اوت ۲۰۰۱     |
| ۱۰۹۶۰۰ | 2001 QJ282   | ۱۹ اوت ۲۰۰۱     |
| ۱۰۹۶۰۱ | 2001 QM282   | ۱۹ اوت ۲۰۰۱     |
| ۱۰۹۶۰۲ | 2001 QN282   | ۱۹ اوت ۲۰۰۱     |
| ۱۰۹۶۰۳ | 2001 QD283   | ۱۸ اوت ۲۰۰۱     |
| ۱۰۹۶۰۴ | 2001 QZ283   | ۱۸ اوت ۲۰۰۱     |
| ۱۰۹۶۰۵ | 2001 QL284   | ۱۸ اوت ۲۰۰۱     |
| ۱۰۹۶۰۶ | 2001 QB285   | ۲۳ اوت ۲۰۰۱     |
| ۱۰۹۶۰۷ | 2001 QK285   | ۲۳ اوت ۲۰۰۱     |
| ۱۰۹۶۰۸ | 2001 QL287   | ۱۷ اوت ۲۰۰۱     |
| ۱۰۹۶۰۹ | 2001 QZ287   | ۱۷ اوت ۲۰۰۱     |
| ۱۰۹۶۱۰ | 2001 QA289   | ۱۶ اوت ۲۰۰۱     |
| ۱۰۹۶۱۱ | 2001 QD289   | ۱۶ اوت ۲۰۰۱     |
| ۱۰۹۶۱۲ | 2001 QF289   | ۱۶ اوت ۲۰۰۱     |
| ۱۰۹۶۱۳ | 2001 QL289   | ۱۶ اوت ۲۰۰۱     |
| ۱۰۹۶۱۴ | 2001 QR290   | ۱۶ اوت ۲۰۰۱     |
| ۱۰۹۶۱۵ | 2001 QT290   | ۱۶ اوت ۲۰۰۱     |
| ۱۰۹۶۱۶ | 2001 QN291   | ۱۶ اوت ۲۰۰۱     |
| ۱۰۹۶۱۷ | 2001 QC292   | ۱۶ اوت ۲۰۰۱     |
| ۱۰۹۶۱۸ | 2001 QN293   | ۲۵ اوت ۲۰۰۱     |
| ۱۰۹۶۱۹ | 2001 QX293   | ۲۴ اوت ۲۰۰۱     |
| ۱۰۹۶۲۰ | 2001 QF294   | ۲۴ اوت ۲۰۰۱     |
| ۱۰۹۶۲۱ | 2001 QO294   | ۲۴ اوت ۲۰۰۱     |
| ۱۰۹۶۲۲ | 2001 QQ294   | ۲۴ اوت ۲۰۰۱     |
| ۱۰۹۶۲۳ | 2001 QT295   | ۲۴ اوت ۲۰۰۱     |
| ۱۰۹۶۲۴ | 2001 QY295   | ۲۴ اوت ۲۰۰۱     |
| ۱۰۹۶۲۵ | 2001 QK296   | ۲۴ اوت ۲۰۰۱     |
| ۱۰۹۶۲۶ | 2001 QL296   | ۲۴ اوت ۲۰۰۱     |
| ۱۰۹۶۲۷ | 2001 QE297   | ۲۴ اوت ۲۰۰۱     |
| ۱۰۹۶۲۸ | 2001 QP323   | ۲۷ اوت ۲۰۰۱     |
| ۱۰۹۶۲۹ | 2001 QR323   | ۲۷ اوت ۲۰۰۱     |
| ۱۰۹۶۳۰ | 2001 QT323   | ۲۷ اوت ۲۰۰۱     |
| ۱۰۹۶۳۱ | 2001 QT326   | ۲۳ اوت ۲۰۰۱     |
| ۱۰۹۶۳۲ | 2001 QF328   | ۲۵ اوت ۲۰۰۱     |
| ۱۰۹۶۳۳ | 2001 QP328   | ۲۹ اوت ۲۰۰۱     |
| ۱۰۹۶۳۴ | 2001 QQ328   | ۲۹ اوت ۲۰۰۱     |
| ۱۰۹۶۳۵ | 2001 QE329   | ۱۷ اوت ۲۰۰۱     |
| ۱۰۹۶۳۶ | 2001 QD330   | ۲۵ اوت ۲۰۰۱     |
| ۱۰۹۶۳۷ | 2001 QU330   | ۲۷ اوت ۲۰۰۱     |
| ۱۰۹۶۳۸ | 2001 QV330   | ۲۷ اوت ۲۰۰۱     |
| ۱۰۹۶۳۸ | 2001 RA      | ۲ سپتامبر ۲۰۰۱  |
| ۱۰۹۶۳۸ | 2001 RJ      | ۶ سپتامبر ۲۰۰۱  |
| ۱۰۹۶۳۸ | 2001 RQ      | ۷ سپتامبر ۲۰۰۱  |
| ۱۰۹۶۴۲ | 2001 RA1     | ۷ سپتامبر ۲۰۰۱  |
| ۱۰۹۶۴۳ | 2001 RW1     | ۷ سپتامبر ۲۰۰۱  |
| ۱۰۹۶۴۴ | 2001 RO2     | ۹ سپتامبر ۲۰۰۱  |
| ۱۰۹۶۴۵ | 2001 RD3     | ۸ سپتامبر ۲۰۰۱  |
| ۱۰۹۶۴۶ | 2001 RW3     | ۷ سپتامبر ۲۰۰۱  |
| ۱۰۹۶۴۷ | 2001 RD4     | ۸ سپتامبر ۲۰۰۱  |
| ۱۰۹۶۴۸ | 2001 RU4     | ۸ سپتامبر ۲۰۰۱  |
| ۱۰۹۶۴۹ | 2001 RC5     | ۸ سپتامبر ۲۰۰۱  |
| ۱۰۹۶۵۰ | 2001 RZ6     | ۱۰ سپتامبر ۲۰۰۱ |
| ۱۰۹۶۵۱ | 2001 RE7     | ۱۰ سپتامبر ۲۰۰۱ |
| ۱۰۹۶۵۲ | 2001 RJ7     | ۱۰ سپتامبر ۲۰۰۱ |
| ۱۰۹۶۵۳ | 2001 RS7     | ۸ سپتامبر ۲۰۰۱  |
| ۱۰۹۶۵۴ | 2001 RV8     | ۹ سپتامبر ۲۰۰۱  |
| ۱۰۹۶۵۵ | 2001 RW8     | ۹ سپتامبر ۲۰۰۱  |
| ۱۰۹۶۵۶ | 2001 RY8     | ۷ سپتامبر ۲۰۰۱  |
| ۱۰۹۶۵۷ | 2001 RQ10    | ۱۱ سپتامبر ۲۰۰۱ |
| ۱۰۹۶۵۸ | 2001 RZ10    | ۱۱ سپتامبر ۲۰۰۱ |
| ۱۰۹۶۵۹ | 2001 RF11    | ۱۰ سپتامبر ۲۰۰۱ |
| ۱۰۹۶۶۰ | 2001 RF15    | ۱۰ سپتامبر ۲۰۰۱ |
| ۱۰۹۶۶۱ | 2001 RQ16    | ۱۲ سپتامبر ۲۰۰۱ |
| ۱۰۹۶۶۲ | 2001 RM18    | ۷ سپتامبر ۲۰۰۱  |
| ۱۰۹۶۶۳ | 2001 RO18    | ۷ سپتامبر ۲۰۰۱  |
| ۱۰۹۶۶۴ | 2001 RX18    | ۷ سپتامبر ۲۰۰۱  |
| ۱۰۹۶۶۵ | 2001 RM19    | ۷ سپتامبر ۲۰۰۱  |
| ۱۰۹۶۶۶ | 2001 RR19    | ۷ سپتامبر ۲۰۰۱  |
| ۱۰۹۶۶۷ | 2001 RW19    | ۷ سپتامبر ۲۰۰۱  |
| ۱۰۹۶۶۸ | 2001 RA22    | ۷ سپتامبر ۲۰۰۱  |
| ۱۰۹۶۶۹ | 2001 RH22    | ۷ سپتامبر ۲۰۰۱  |
| ۱۰۹۶۷۰ | 2001 RR22    | ۷ سپتامبر ۲۰۰۱  |
| ۱۰۹۶۷۱ | 2001 RC23    | ۷ سپتامبر ۲۰۰۱  |
| ۱۰۹۶۷۲ | 2001 RE23    | ۷ سپتامبر ۲۰۰۱  |
| ۱۰۹۶۷۳ | 2001 RF23    | ۷ سپتامبر ۲۰۰۱  |
| ۱۰۹۶۷۴ | 2001 RG23    | ۷ سپتامبر ۲۰۰۱  |
| ۱۰۹۶۷۵ | 2001 RP24    | ۷ سپتامبر ۲۰۰۱  |
| ۱۰۹۶۷۶ | 2001 RC25    | ۷ سپتامبر ۲۰۰۱  |
| ۱۰۹۶۷۷ | 2001 RP25    | ۷ سپتامبر ۲۰۰۱  |
| ۱۰۹۶۷۸ | 2001 RW25    | ۷ سپتامبر ۲۰۰۱  |
| ۱۰۹۶۷۹ | 2001 RA26    | ۷ سپتامبر ۲۰۰۱  |
| ۱۰۹۶۸۰ | 2001 RJ26    | ۷ سپتامبر ۲۰۰۱  |
| ۱۰۹۶۸۱ | 2001 RO26    | ۷ سپتامبر ۲۰۰۱  |
| ۱۰۹۶۸۲ | 2001 RS29    | ۷ سپتامبر ۲۰۰۱  |
| ۱۰۹۶۸۳ | 2001 RA30    | ۷ سپتامبر ۲۰۰۱  |
| ۱۰۹۶۸۴ | 2001 RJ30    | ۷ سپتامبر ۲۰۰۱  |
| ۱۰۹۶۸۵ | 2001 RZ30    | ۷ سپتامبر ۲۰۰۱  |
| ۱۰۹۶۸۶ | 2001 RF31    | ۷ سپتامبر ۲۰۰۱  |
| ۱۰۹۶۸۷ | 2001 RP32    | ۸ سپتامبر ۲۰۰۱  |
| ۱۰۹۶۸۸ | 2001 RP33    | ۸ سپتامبر ۲۰۰۱  |
| ۱۰۹۶۸۹ | 2001 RY33    | ۸ سپتامبر ۲۰۰۱  |
| ۱۰۹۶۹۰ | 2001 RM34    | ۸ سپتامبر ۲۰۰۱  |
| ۱۰۹۶۹۱ | 2001 RR35    | ۸ سپتامبر ۲۰۰۱  |
| ۱۰۹۶۹۲ | 2001 RV35    | ۸ سپتامبر ۲۰۰۱  |
| ۱۰۹۶۹۳ | 2001 RS36    | ۸ سپتامبر ۲۰۰۱  |
| ۱۰۹۶۹۴ | 2001 RC37    | ۸ سپتامبر ۲۰۰۱  |
| ۱۰۹۶۹۵ | 2001 RC38    | ۸ سپتامبر ۲۰۰۱  |
| ۱۰۹۶۹۶ | 2001 RL38    | ۸ سپتامبر ۲۰۰۱  |
| ۱۰۹۶۹۷ | 2001 RM38    | ۸ سپتامبر ۲۰۰۱  |
| ۱۰۹۶۹۸ | 2001 RS38    | ۹ سپتامبر ۲۰۰۱  |
| ۱۰۹۶۹۹ | 2001 RL39    | ۱۰ سپتامبر ۲۰۰۱ |
| ۱۰۹۷۰۰ | 2001 RU40    | ۱۱ سپتامبر ۲۰۰۱ |
| ۱۰۹۷۰۱ | 2001 RY40    | ۱۱ سپتامبر ۲۰۰۱ |
| ۱۰۹۷۰۲ | 2001 RK41    | ۱۱ سپتامبر ۲۰۰۱ |
| ۱۰۹۷۰۳ | 2001 RX41    | ۱۱ سپتامبر ۲۰۰۱ |
| ۱۰۹۷۰۴ | 2001 RJ42    | ۱۱ سپتامبر ۲۰۰۱ |
| ۱۰۹۷۰۵ | 2001 RE43    | ۹ سپتامبر ۲۰۰۱  |
| ۱۰۹۷۰۶ | 2001 RU43    | ۱۰ سپتامبر ۲۰۰۱ |
| ۱۰۹۷۰۷ | 2001 RK44    | ۱۲ سپتامبر ۲۰۰۱ |
| ۱۰۹۷۰۸ | 2001 RL44    | ۱۲ سپتامبر ۲۰۰۱ |
| ۱۰۹۷۰۹ | 2001 RG45    | ۱۲ سپتامبر ۲۰۰۱ |
| ۱۰۹۷۱۰ | 2001 RN45    | ۱۴ سپتامبر ۲۰۰۱ |
| ۱۰۹۷۱۱ | 2001 RQ45    | ۱۴ سپتامبر ۲۰۰۱ |
| ۱۰۹۷۱۲ | 2001 RH46    | ۱۲ سپتامبر ۲۰۰۱ |
| ۱۰۹۷۱۳ | 2001 RZ47    | ۱۵ سپتامبر ۲۰۰۱ |
| ۱۰۹۷۱۴ | 2001 RL48    | ۱۱ سپتامبر ۲۰۰۱ |
| ۱۰۹۷۱۵ | 2001 RO48    | ۱۰ سپتامبر ۲۰۰۱ |
| ۱۰۹۷۱۶ | 2001 RM49    | ۱۰ سپتامبر ۲۰۰۱ |
| ۱۰۹۷۱۷ | 2001 RT50    | ۱۱ سپتامبر ۲۰۰۱ |
| ۱۰۹۷۱۸ | 2001 RB53    | ۱۲ سپتامبر ۲۰۰۱ |
| ۱۰۹۷۱۹ | 2001 RG53    | ۱۲ سپتامبر ۲۰۰۱ |
| ۱۰۹۷۲۰ | 2001 RR53    | ۱۲ سپتامبر ۲۰۰۱ |
| ۱۰۹۷۲۱ | 2001 RE54    | ۱۲ سپتامبر ۲۰۰۱ |
| ۱۰۹۷۲۲ | 2001 RL55    | ۱۲ سپتامبر ۲۰۰۱ |
| ۱۰۹۷۲۳ | 2001 RR55    | ۱۲ سپتامبر ۲۰۰۱ |
| ۱۰۹۷۲۴ | 2001 RS55    | ۱۲ سپتامبر ۲۰۰۱ |
| ۱۰۹۷۲۵ | 2001 RG56    | ۱۲ سپتامبر ۲۰۰۱ |
| ۱۰۹۷۲۶ | 2001 RY56    | ۱۲ سپتامبر ۲۰۰۱ |
| ۱۰۹۷۲۷ | 2001 RD58    | ۱۲ سپتامبر ۲۰۰۱ |
| ۱۰۹۷۲۸ | 2001 RF58    | ۱۲ سپتامبر ۲۰۰۱ |
| ۱۰۹۷۲۹ | 2001 RP58    | ۱۲ سپتامبر ۲۰۰۱ |
| ۱۰۹۷۳۰ | 2001 RC59    | ۱۲ سپتامبر ۲۰۰۱ |
| ۱۰۹۷۳۱ | 2001 RD59    | ۱۲ سپتامبر ۲۰۰۱ |
| ۱۰۹۷۳۲ | 2001 RU59    | ۱۲ سپتامبر ۲۰۰۱ |
| ۱۰۹۷۳۳ | 2001 RZ60    | ۱۲ سپتامبر ۲۰۰۱ |
| ۱۰۹۷۳۴ | 2001 RM61    | ۱۲ سپتامبر ۲۰۰۱ |
| ۱۰۹۷۳۵ | 2001 RZ61    | ۱۲ سپتامبر ۲۰۰۱ |
| ۱۰۹۷۳۶ | 2001 RV62    | ۱۲ سپتامبر ۲۰۰۱ |
| ۱۰۹۷۳۷ | 2001 RX62    | ۱۲ سپتامبر ۲۰۰۱ |
| ۱۰۹۷۳۸ | 2001 RS63    | ۱۱ سپتامبر ۲۰۰۱ |
| ۱۰۹۷۳۹ | 2001 RU63    | ۱۱ سپتامبر ۲۰۰۱ |
| ۱۰۹۷۴۰ | 2001 RY63    | ۱۰ سپتامبر ۲۰۰۱ |
| ۱۰۹۷۴۱ | 2001 RA64    | ۱۰ سپتامبر ۲۰۰۱ |
| ۱۰۹۷۴۲ | 2001 RM64    | ۱۰ سپتامبر ۲۰۰۱ |
| ۱۰۹۷۴۳ | 2001 RV65    | ۱۰ سپتامبر ۲۰۰۱ |
| ۱۰۹۷۴۴ | 2001 RV66    | ۱۰ سپتامبر ۲۰۰۱ |
| ۱۰۹۷۴۵ | 2001 RJ67    | ۱۰ سپتامبر ۲۰۰۱ |
| ۱۰۹۷۴۶ | 2001 RT67    | ۱۰ سپتامبر ۲۰۰۱ |
| ۱۰۹۷۴۷ | 2001 RH68    | ۱۰ سپتامبر ۲۰۰۱ |
| ۱۰۹۷۴۸ | 2001 RJ68    | ۱۰ سپتامبر ۲۰۰۱ |
| ۱۰۹۷۴۹ | 2001 RO68    | ۱۰ سپتامبر ۲۰۰۱ |
| ۱۰۹۷۵۰ | 2001 RP68    | ۱۰ سپتامبر ۲۰۰۱ |
| ۱۰۹۷۵۱ | 2001 RR68    | ۱۰ سپتامبر ۲۰۰۱ |
| ۱۰۹۷۵۲ | 2001 RV68    | ۱۰ سپتامبر ۲۰۰۱ |
| ۱۰۹۷۵۳ | 2001 RV69    | ۱۰ سپتامبر ۲۰۰۱ |
| ۱۰۹۷۵۴ | 2001 RM70    | ۱۰ سپتامبر ۲۰۰۱ |
| ۱۰۹۷۵۵ | 2001 RL71    | ۱۰ سپتامبر ۲۰۰۱ |
| ۱۰۹۷۵۶ | 2001 RQ71    | ۱۰ سپتامبر ۲۰۰۱ |
| ۱۰۹۷۵۷ | 2001 RV71    | ۱۰ سپتامبر ۲۰۰۱ |
| ۱۰۹۷۵۸ | 2001 RW71    | ۱۰ سپتامبر ۲۰۰۱ |
| ۱۰۹۷۵۹ | 2001 RJ72    | ۱۰ سپتامبر ۲۰۰۱ |
| ۱۰۹۷۶۰ | 2001 RO74    | ۱۰ سپتامبر ۲۰۰۱ |
| ۱۰۹۷۶۱ | 2001 RG75    | ۱۰ سپتامبر ۲۰۰۱ |
| ۱۰۹۷۶۲ | 2001 RG76    | ۱۰ سپتامبر ۲۰۰۱ |
| ۱۰۹۷۶۳ | 2001 RV76    | ۱۰ سپتامبر ۲۰۰۱ |
| ۱۰۹۷۶۴ | 2001 RE77    | ۱۰ سپتامبر ۲۰۰۱ |
| ۱۰۹۷۶۵ | 2001 RT77    | ۱۰ سپتامبر ۲۰۰۱ |
| ۱۰۹۷۶۶ | 2001 RU77    | ۱۰ سپتامبر ۲۰۰۱ |
| ۱۰۹۷۶۷ | 2001 RH78    | ۱۰ سپتامبر ۲۰۰۱ |
| ۱۰۹۷۶۸ | 2001 RJ78    | ۱۰ سپتامبر ۲۰۰۱ |
| ۱۰۹۷۶۹ | 2001 RU78    | ۱۰ سپتامبر ۲۰۰۱ |
| ۱۰۹۷۷۰ | 2001 RC79    | ۱۰ سپتامبر ۲۰۰۱ |
| ۱۰۹۷۷۱ | 2001 RE79    | ۱۰ سپتامبر ۲۰۰۱ |
| ۱۰۹۷۷۲ | 2001 RJ79    | ۱۰ سپتامبر ۲۰۰۱ |
| ۱۰۹۷۷۳ | 2001 RV79    | ۱۲ سپتامبر ۲۰۰۱ |
| ۱۰۹۷۷۴ | 2001 RG80    | ۱۲ سپتامبر ۲۰۰۱ |
| ۱۰۹۷۷۵ | 2001 RO80    | ۱۴ سپتامبر ۲۰۰۱ |
| ۱۰۹۷۷۶ | 2001 RB81    | ۱۳ سپتامبر ۲۰۰۱ |
| ۱۰۹۷۷۷ | 2001 RY81    | ۱۴ سپتامبر ۲۰۰۱ |
| ۱۰۹۷۷۸ | 2001 RM83    | ۱۱ سپتامبر ۲۰۰۱ |
| ۱۰۹۷۷۹ | 2001 RB84    | ۱۱ سپتامبر ۲۰۰۱ |
| ۱۰۹۷۸۰ | 2001 RF84    | ۱۱ سپتامبر ۲۰۰۱ |
| ۱۰۹۷۸۱ | 2001 RK84    | ۱۱ سپتامبر ۲۰۰۱ |
| ۱۰۹۷۸۲ | 2001 RN86    | ۱۱ سپتامبر ۲۰۰۱ |
| ۱۰۹۷۸۳ | 2001 RZ86    | ۱۱ سپتامبر ۲۰۰۱ |
| ۱۰۹۷۸۴ | 2001 RV87    | ۱۱ سپتامبر ۲۰۰۱ |
| ۱۰۹۷۸۵ | 2001 RY87    | ۱۱ سپتامبر ۲۰۰۱ |
| ۱۰۹۷۸۶ | 2001 RB89    | ۱۱ سپتامبر ۲۰۰۱ |
| ۱۰۹۷۸۷ | 2001 RO89    | ۱۱ سپتامبر ۲۰۰۱ |
| ۱۰۹۷۸۸ | 2001 RT89    | ۱۱ سپتامبر ۲۰۰۱ |
| ۱۰۹۷۸۹ | 2001 RX89    | ۱۱ سپتامبر ۲۰۰۱ |
| ۱۰۹۷۹۰ | 2001 RY90    | ۱۱ سپتامبر ۲۰۰۱ |
| ۱۰۹۷۹۱ | 2001 RL91    | ۱۱ سپتامبر ۲۰۰۱ |
| ۱۰۹۷۹۲ | 2001 RN91    | ۱۱ سپتامبر ۲۰۰۱ |
| ۱۰۹۷۹۳ | 2001 RK92    | ۱۱ سپتامبر ۲۰۰۱ |
| ۱۰۹۷۹۴ | 2001 RL92    | ۱۱ سپتامبر ۲۰۰۱ |
| ۱۰۹۷۹۵ | 2001 RM92    | ۱۱ سپتامبر ۲۰۰۱ |
| ۱۰۹۷۹۶ | 2001 RX92    | ۱۱ سپتامبر ۲۰۰۱ |
| ۱۰۹۷۹۷ | 2001 RY92    | ۱۱ سپتامبر ۲۰۰۱ |
| ۱۰۹۷۹۸ | 2001 RZ92    | ۱۱ سپتامبر ۲۰۰۱ |
| ۱۰۹۷۹۹ | 2001 RP93    | ۱۱ سپتامبر ۲۰۰۱ |
| ۱۰۹۸۰۰ | 2001 RC94    | ۱۱ سپتامبر ۲۰۰۱ |
| ۱۰۹۸۰۱ | 2001 RE94    | ۱۱ سپتامبر ۲۰۰۱ |
| ۱۰۹۸۰۲ | 2001 RU94    | ۱۱ سپتامبر ۲۰۰۱ |
| ۱۰۹۸۰۳ | 2001 RE95    | ۱۱ سپتامبر ۲۰۰۱ |
| ۱۰۹۸۰۴ | 2001 RU95    | ۱۱ سپتامبر ۲۰۰۱ |
| ۱۰۹۸۰۵ | 2001 RW100   | ۱۲ سپتامبر ۲۰۰۱ |
| ۱۰۹۸۰۶ | 2001 RW101   | ۱۲ سپتامبر ۲۰۰۱ |
| ۱۰۹۸۰۷ | 2001 RG102   | ۱۲ سپتامبر ۲۰۰۱ |
| ۱۰۹۸۰۸ | 2001 RL102   | ۱۲ سپتامبر ۲۰۰۱ |
| ۱۰۹۸۰۹ | 2001 RT102   | ۱۲ سپتامبر ۲۰۰۱ |
| ۱۰۹۸۱۰ | 2001 RZ102   | ۱۲ سپتامبر ۲۰۰۱ |
| ۱۰۹۸۱۱ | 2001 RN103   | ۱۲ سپتامبر ۲۰۰۱ |
| ۱۰۹۸۱۲ | 2001 RO103   | ۱۲ سپتامبر ۲۰۰۱ |
| ۱۰۹۸۱۳ | 2001 RP104   | ۱۲ سپتامبر ۲۰۰۱ |
| ۱۰۹۸۱۴ | 2001 RU105   | ۱۲ سپتامبر ۲۰۰۱ |
| ۱۰۹۸۱۵ | 2001 RY105   | ۱۲ سپتامبر ۲۰۰۱ |
| ۱۰۹۸۱۶ | 2001 RN106   | ۱۲ سپتامبر ۲۰۰۱ |
| ۱۰۹۸۱۷ | 2001 RS106   | ۱۲ سپتامبر ۲۰۰۱ |
| ۱۰۹۸۱۸ | 2001 RM107   | ۱۲ سپتامبر ۲۰۰۱ |
| ۱۰۹۸۱۹ | 2001 RO107   | ۱۲ سپتامبر ۲۰۰۱ |
| ۱۰۹۸۲۰ | 2001 RL109   | ۱۲ سپتامبر ۲۰۰۱ |
| ۱۰۹۸۲۱ | 2001 RN109   | ۱۲ سپتامبر ۲۰۰۱ |
| ۱۰۹۸۲۲ | 2001 RC111   | ۱۲ سپتامبر ۲۰۰۱ |
| ۱۰۹۸۲۳ | 2001 RG111   | ۱۲ سپتامبر ۲۰۰۱ |
| ۱۰۹۸۲۴ | 2001 RC114   | ۱۲ سپتامبر ۲۰۰۱ |
| ۱۰۹۸۲۵ | 2001 RG114   | ۱۲ سپتامبر ۲۰۰۱ |
| ۱۰۹۸۲۶ | 2001 RQ114   | ۱۲ سپتامبر ۲۰۰۱ |
| ۱۰۹۸۲۷ | 2001 RW114   | ۱۲ سپتامبر ۲۰۰۱ |
| ۱۰۹۸۲۸ | 2001 RR116   | ۱۲ سپتامبر ۲۰۰۱ |
| ۱۰۹۸۲۹ | 2001 RK118   | ۱۲ سپتامبر ۲۰۰۱ |
| ۱۰۹۸۳۰ | 2001 RZ118   | ۱۲ سپتامبر ۲۰۰۱ |
| ۱۰۹۸۳۱ | 2001 RX119   | ۱۲ سپتامبر ۲۰۰۱ |
| ۱۰۹۸۳۲ | 2001 RY119   | ۱۲ سپتامبر ۲۰۰۱ |
| ۱۰۹۸۳۳ | 2001 RM121   | ۱۲ سپتامبر ۲۰۰۱ |
| ۱۰۹۸۳۴ | 2001 RC122   | ۱۲ سپتامبر ۲۰۰۱ |
| ۱۰۹۸۳۵ | 2001 RJ123   | ۱۲ سپتامبر ۲۰۰۱ |
| ۱۰۹۸۳۶ | 2001 RQ123   | ۱۲ سپتامبر ۲۰۰۱ |
| ۱۰۹۸۳۷ | 2001 RD124   | ۱۲ سپتامبر ۲۰۰۱ |
| ۱۰۹۸۳۸ | 2001 RN124   | ۱۲ سپتامبر ۲۰۰۱ |
| ۱۰۹۸۳۹ | 2001 RQ124   | ۱۲ سپتامبر ۲۰۰۱ |
| ۱۰۹۸۴۰ | 2001 RV124   | ۱۲ سپتامبر ۲۰۰۱ |
| ۱۰۹۸۴۱ | 2001 RH125   | ۱۲ سپتامبر ۲۰۰۱ |
| ۱۰۹۸۴۲ | 2001 RS125   | ۱۲ سپتامبر ۲۰۰۱ |
| ۱۰۹۸۴۳ | 2001 RP126   | ۱۲ سپتامبر ۲۰۰۱ |
| ۱۰۹۸۴۴ | 2001 RN127   | ۱۲ سپتامبر ۲۰۰۱ |
| ۱۰۹۸۴۵ | 2001 RZ127   | ۱۲ سپتامبر ۲۰۰۱ |
| ۱۰۹۸۴۶ | 2001 RY128   | ۱۲ سپتامبر ۲۰۰۱ |
| ۱۰۹۸۴۷ | 2001 RQ129   | ۱۲ سپتامبر ۲۰۰۱ |
| ۱۰۹۸۴۸ | 2001 RS129   | ۱۲ سپتامبر ۲۰۰۱ |
| ۱۰۹۸۴۹ | 2001 RZ130   | ۱۲ سپتامبر ۲۰۰۱ |
| ۱۰۹۸۵۰ | 2001 RO131   | ۱۲ سپتامبر ۲۰۰۱ |
| ۱۰۹۸۵۱ | 2001 RG132   | ۱۲ سپتامبر ۲۰۰۱ |
| ۱۰۹۸۵۲ | 2001 RR132   | ۱۲ سپتامبر ۲۰۰۱ |
| ۱۰۹۸۵۳ | 2001 RJ133   | ۱۲ سپتامبر ۲۰۰۱ |
| ۱۰۹۸۵۴ | 2001 RZ133   | ۱۲ سپتامبر ۲۰۰۱ |
| ۱۰۹۸۵۵ | 2001 RU134   | ۱۲ سپتامبر ۲۰۰۱ |
| ۱۰۹۸۵۶ | 2001 RZ134   | ۱۲ سپتامبر ۲۰۰۱ |
| ۱۰۹۸۵۷ | 2001 RK136   | ۱۲ سپتامبر ۲۰۰۱ |
| ۱۰۹۸۵۸ | 2001 RS136   | ۱۲ سپتامبر ۲۰۰۱ |
| ۱۰۹۸۵۹ | 2001 RB137   | ۱۲ سپتامبر ۲۰۰۱ |
| ۱۰۹۸۶۰ | 2001 RW139   | ۱۲ سپتامبر ۲۰۰۱ |
| ۱۰۹۸۶۱ | 2001 RC140   | ۱۲ سپتامبر ۲۰۰۱ |
| ۱۰۹۸۶۲ | 2001 RR142   | ۱۱ سپتامبر ۲۰۰۱ |
| ۱۰۹۸۶۳ | 2001 RU142   | ۱۱ سپتامبر ۲۰۰۱ |
| ۱۰۹۸۶۴ | 2001 RD143   | ۱۵ سپتامبر ۲۰۰۱ |
| ۱۰۹۸۶۵ | 2001 RY144   | ۶ سپتامبر ۲۰۰۱  |
| ۱۰۹۸۶۶ | 2001 RS146   | ۹ سپتامبر ۲۰۰۱  |
| ۱۰۹۸۶۷ | 2001 RA147   | ۹ سپتامبر ۲۰۰۱  |
| ۱۰۹۸۶۸ | 2001 RS147   | ۱۰ سپتامبر ۲۰۰۱ |
| ۱۰۹۸۶۹ | 2001 RH149   | ۱۰ سپتامبر ۲۰۰۱ |
| ۱۰۹۸۷۰ | 2001 RS149   | ۱۱ سپتامبر ۲۰۰۱ |
| ۱۰۹۸۷۱ | 2001 RD151   | ۱۱ سپتامبر ۲۰۰۱ |
| ۱۰۹۸۷۲ | 2001 RL151   | ۱۱ سپتامبر ۲۰۰۱ |
| ۱۰۹۸۷۳ | 2001 RA152   | ۱۱ سپتامبر ۲۰۰۱ |
| ۱۰۹۸۷۴ | 2001 RX153   | ۱۴ سپتامبر ۲۰۰۱ |
| ۱۰۹۸۷۵ | 2001 RZ153   | ۱۴ سپتامبر ۲۰۰۱ |
| ۱۰۹۸۷۶ | 2001 RT154   | ۱۱ سپتامبر ۲۰۰۱ |
| ۱۰۹۸۷۷ | 2001 RZ154   | ۱۲ سپتامبر ۲۰۰۱ |
| ۱۰۹۸۷۷ | 2001 SG      | ۱۶ سپتامبر ۲۰۰۱ |
| ۱۰۹۸۷۷ | 2001 SL      | ۱۶ سپتامبر ۲۰۰۱ |
| ۱۰۹۸۷۷ | 2001 SZ      | ۱۷ سپتامبر ۲۰۰۱ |
| ۱۰۹۸۸۱ | 2001 SE1     | ۱۷ سپتامبر ۲۰۰۱ |
| ۱۰۹۸۸۲ | 2001 SM2     | ۱۷ سپتامبر ۲۰۰۱ |
| ۱۰۹۸۸۳ | 2001 SC4     | ۱۸ سپتامبر ۲۰۰۱ |
| ۱۰۹۸۸۴ | 2001 SO7     | ۱۸ سپتامبر ۲۰۰۱ |
| ۱۰۹۸۸۵ | 2001 SP8     | ۱۸ سپتامبر ۲۰۰۱ |
| ۱۰۹۸۸۶ | 2001 SX8     | ۱۹ سپتامبر ۲۰۰۱ |
| ۱۰۹۸۸۷ | 2001 SW9     | ۱۸ سپتامبر ۲۰۰۱ |
| ۱۰۹۸۸۸ | 2001 SY9     | ۱۸ سپتامبر ۲۰۰۱ |
| ۱۰۹۸۸۹ | 2001 SB10    | ۲۰ سپتامبر ۲۰۰۱ |
| ۱۰۹۸۹۰ | 2001 SF10    | ۲۰ سپتامبر ۲۰۰۱ |
| ۱۰۹۸۹۱ | 2001 SU10    | ۱۶ سپتامبر ۲۰۰۱ |
| ۱۰۹۸۹۲ | 2001 SZ10    | ۱۶ سپتامبر ۲۰۰۱ |
| ۱۰۹۸۹۳ | 2001 ST12    | ۱۶ سپتامبر ۲۰۰۱ |
| ۱۰۹۸۹۴ | 2001 SC16    | ۱۶ سپتامبر ۲۰۰۱ |
| ۱۰۹۸۹۵ | 2001 SC18    | ۱۶ سپتامبر ۲۰۰۱ |
| ۱۰۹۸۹۶ | 2001 SD18    | ۱۶ سپتامبر ۲۰۰۱ |
| ۱۰۹۸۹۷ | 2001 SZ18    | ۱۶ سپتامبر ۲۰۰۱ |
| ۱۰۹۸۹۸ | 2001 SE20    | ۱۶ سپتامبر ۲۰۰۱ |
| ۱۰۹۸۹۹ | 2001 SG20    | ۱۶ سپتامبر ۲۰۰۱ |
| ۱۰۹۹۰۰ | 2001 SS20    | ۱۶ سپتامبر ۲۰۰۱ |
| ۱۰۹۹۰۱ | 2001 SU20    | ۱۶ سپتامبر ۲۰۰۱ |
| ۱۰۹۹۰۲ | 2001 SH21    | ۱۶ سپتامبر ۲۰۰۱ |
| ۱۰۹۹۰۳ | 2001 SL21    | ۱۶ سپتامبر ۲۰۰۱ |
| ۱۰۹۹۰۴ | 2001 ST21    | ۱۶ سپتامبر ۲۰۰۱ |
| ۱۰۹۹۰۵ | 2001 SB22    | ۱۶ سپتامبر ۲۰۰۱ |
| ۱۰۹۹۰۶ | 2001 SC22    | ۱۶ سپتامبر ۲۰۰۱ |
| ۱۰۹۹۰۷ | 2001 SZ23    | ۱۶ سپتامبر ۲۰۰۱ |
| ۱۰۹۹۰۸ | 2001 SP24    | ۱۶ سپتامبر ۲۰۰۱ |
| ۱۰۹۹۰۹ | 2001 SR24    | ۱۶ سپتامبر ۲۰۰۱ |
| ۱۰۹۹۱۰ | 2001 SY24    | ۱۶ سپتامبر ۲۰۰۱ |
| ۱۰۹۹۱۱ | 2001 SK25    | ۱۶ سپتامبر ۲۰۰۱ |
| ۱۰۹۹۱۲ | 2001 SU25    | ۱۶ سپتامبر ۲۰۰۱ |
| ۱۰۹۹۱۳ | 2001 SV25    | ۱۶ سپتامبر ۲۰۰۱ |
| ۱۰۹۹۱۴ | 2001 SF26    | ۱۶ سپتامبر ۲۰۰۱ |
| ۱۰۹۹۱۵ | 2001 SU26    | ۱۶ سپتامبر ۲۰۰۱ |
| ۱۰۹۹۱۶ | 2001 SE27    | ۱۶ سپتامبر ۲۰۰۱ |
| ۱۰۹۹۱۷ | 2001 SF27    | ۱۶ سپتامبر ۲۰۰۱ |
| ۱۰۹۹۱۸ | 2001 SY27    | ۱۶ سپتامبر ۲۰۰۱ |
| ۱۰۹۹۱۹ | 2001 SB29    | ۱۶ سپتامبر ۲۰۰۱ |
| ۱۰۹۹۲۰ | 2001 SJ29    | ۱۶ سپتامبر ۲۰۰۱ |
| ۱۰۹۹۲۱ | 2001 SY29    | ۱۶ سپتامبر ۲۰۰۱ |
| ۱۰۹۹۲۲ | 2001 SU30    | ۱۶ سپتامبر ۲۰۰۱ |
| ۱۰۹۹۲۳ | 2001 SF31    | ۱۶ سپتامبر ۲۰۰۱ |
| ۱۰۹۹۲۴ | 2001 SO31    | ۱۶ سپتامبر ۲۰۰۱ |
| ۱۰۹۹۲۵ | 2001 SP31    | ۱۶ سپتامبر ۲۰۰۱ |
| ۱۰۹۹۲۶ | 2001 SU31    | ۱۶ سپتامبر ۲۰۰۱ |
| ۱۰۹۹۲۷ | 2001 SA32    | ۱۶ سپتامبر ۲۰۰۱ |
| ۱۰۹۹۲۸ | 2001 SD32    | ۱۶ سپتامبر ۲۰۰۱ |
| ۱۰۹۹۲۹ | 2001 SH33    | ۱۶ سپتامبر ۲۰۰۱ |
| ۱۰۹۹۳۰ | 2001 SZ34    | ۱۶ سپتامبر ۲۰۰۱ |
| ۱۰۹۹۳۱ | 2001 SZ35    | ۱۶ سپتامبر ۲۰۰۱ |
| ۱۰۹۹۳۲ | 2001 SA37    | ۱۶ سپتامبر ۲۰۰۱ |
| ۱۰۹۹۳۳ | 2001 SW37    | ۱۶ سپتامبر ۲۰۰۱ |
| ۱۰۹۹۳۴ | 2001 SL38    | ۱۶ سپتامبر ۲۰۰۱ |
| ۱۰۹۹۳۵ | 2001 SC39    | ۱۶ سپتامبر ۲۰۰۱ |
| ۱۰۹۹۳۶ | 2001 SD39    | ۱۶ سپتامبر ۲۰۰۱ |
| ۱۰۹۹۳۷ | 2001 SX39    | ۱۶ سپتامبر ۲۰۰۱ |
| ۱۰۹۹۳۸ | 2001 SL40    | ۱۶ سپتامبر ۲۰۰۱ |
| ۱۰۹۹۳۹ | 2001 SU40    | ۱۶ سپتامبر ۲۰۰۱ |
| ۱۰۹۹۴۰ | 2001 SR41    | ۱۶ سپتامبر ۲۰۰۱ |
| ۱۰۹۹۴۱ | 2001 SJ42    | ۱۶ سپتامبر ۲۰۰۱ |
| ۱۰۹۹۴۲ | 2001 SW42    | ۱۶ سپتامبر ۲۰۰۱ |
| ۱۰۹۹۴۳ | 2001 SY42    | ۱۶ سپتامبر ۲۰۰۱ |
| ۱۰۹۹۴۴ | 2001 SN43    | ۱۶ سپتامبر ۲۰۰۱ |
| ۱۰۹۹۴۵ | 2001 SU43    | ۱۶ سپتامبر ۲۰۰۱ |
| ۱۰۹۹۴۶ | 2001 SH44    | ۱۶ سپتامبر ۲۰۰۱ |
| ۱۰۹۹۴۷ | 2001 SM44    | ۱۶ سپتامبر ۲۰۰۱ |
| ۱۰۹۹۴۸ | 2001 SN45    | ۱۶ سپتامبر ۲۰۰۱ |
| ۱۰۹۹۴۹ | 2001 SY45    | ۱۶ سپتامبر ۲۰۰۱ |
| ۱۰۹۹۵۰ | 2001 SB46    | ۱۶ سپتامبر ۲۰۰۱ |
| ۱۰۹۹۵۱ | 2001 SF46    | ۱۶ سپتامبر ۲۰۰۱ |
| ۱۰۹۹۵۲ | 2001 SK46    | ۱۶ سپتامبر ۲۰۰۱ |
| ۱۰۹۹۵۳ | 2001 SA47    | ۱۶ سپتامبر ۲۰۰۱ |
| ۱۰۹۹۵۴ | 2001 SC47    | ۱۶ سپتامبر ۲۰۰۱ |
| ۱۰۹۹۵۵ | 2001 SK47    | ۱۶ سپتامبر ۲۰۰۱ |
| ۱۰۹۹۵۶ | 2001 SS47    | ۱۶ سپتامبر ۲۰۰۱ |
| ۱۰۹۹۵۷ | 2001 SW47    | ۱۶ سپتامبر ۲۰۰۱ |
| ۱۰۹۹۵۸ | 2001 SD48    | ۱۶ سپتامبر ۲۰۰۱ |
| ۱۰۹۹۵۹ | 2001 SP48    | ۱۶ سپتامبر ۲۰۰۱ |
| ۱۰۹۹۶۰ | 2001 SX48    | ۱۶ سپتامبر ۲۰۰۱ |
| ۱۰۹۹۶۱ | 2001 SE49    | ۱۶ سپتامبر ۲۰۰۱ |
| ۱۰۹۹۶۲ | 2001 SN49    | ۱۶ سپتامبر ۲۰۰۱ |
| ۱۰۹۹۶۳ | 2001 SW49    | ۱۶ سپتامبر ۲۰۰۱ |
| ۱۰۹۹۶۴ | 2001 SX49    | ۱۶ سپتامبر ۲۰۰۱ |
| ۱۰۹۹۶۵ | 2001 SY49    | ۱۶ سپتامبر ۲۰۰۱ |
| ۱۰۹۹۶۶ | 2001 SF50    | ۱۶ سپتامبر ۲۰۰۱ |
| ۱۰۹۹۶۷ | 2001 SQ50    | ۱۶ سپتامبر ۲۰۰۱ |
| ۱۰۹۹۶۸ | 2001 SA51    | ۱۶ سپتامبر ۲۰۰۱ |
| ۱۰۹۹۶۹ | 2001 SV51    | ۱۶ سپتامبر ۲۰۰۱ |
| ۱۰۹۹۷۰ | 2001 SW51    | ۱۶ سپتامبر ۲۰۰۱ |
| ۱۰۹۹۷۱ | 2001 SP52    | ۱۶ سپتامبر ۲۰۰۱ |
| ۱۰۹۹۷۲ | 2001 SR52    | ۱۶ سپتامبر ۲۰۰۱ |
| ۱۰۹۹۷۳ | 2001 SK53    | ۱۶ سپتامبر ۲۰۰۱ |
| ۱۰۹۹۷۴ | 2001 SL53    | ۱۶ سپتامبر ۲۰۰۱ |
| ۱۰۹۹۷۵ | 2001 SM53    | ۱۶ سپتامبر ۲۰۰۱ |
| ۱۰۹۹۷۶ | 2001 SN53    | ۱۶ سپتامبر ۲۰۰۱ |
| ۱۰۹۹۷۷ | 2001 SU53    | ۱۶ سپتامبر ۲۰۰۱ |
| ۱۰۹۹۷۸ | 2001 ST54    | ۱۶ سپتامبر ۲۰۰۱ |
| ۱۰۹۹۷۹ | 2001 SB55    | ۱۶ سپتامبر ۲۰۰۱ |
| ۱۰۹۹۸۰ | 2001 SC55    | ۱۶ سپتامبر ۲۰۰۱ |
| ۱۰۹۹۸۱ | 2001 SF55    | ۱۶ سپتامبر ۲۰۰۱ |
| ۱۰۹۹۸۲ | 2001 SQ55    | ۱۶ سپتامبر ۲۰۰۱ |
| ۱۰۹۹۸۳ | 2001 SY55    | ۱۶ سپتامبر ۲۰۰۱ |
| ۱۰۹۹۸۴ | 2001 SB57    | ۱۶ سپتامبر ۲۰۰۱ |
| ۱۰۹۹۸۵ | 2001 SG57    | ۱۶ سپتامبر ۲۰۰۱ |
| ۱۰۹۹۸۶ | 2001 SN57    | ۱۶ سپتامبر ۲۰۰۱ |
| ۱۰۹۹۸۷ | 2001 SO57    | ۱۷ سپتامبر ۲۰۰۱ |
| ۱۰۹۹۸۸ | 2001 SR57    | ۱۷ سپتامبر ۲۰۰۱ |
| ۱۰۹۹۸۹ | 2001 SX57    | ۱۷ سپتامبر ۲۰۰۱ |
| ۱۰۹۹۹۰ | 2001 SS58    | ۱۷ سپتامبر ۲۰۰۱ |
| ۱۰۹۹۹۱ | 2001 SF59    | ۱۷ سپتامبر ۲۰۰۱ |
| ۱۰۹۹۹۲ | 2001 SV59    | ۱۷ سپتامبر ۲۰۰۱ |
| ۱۰۹۹۹۳ | 2001 SC60    | ۱۷ سپتامبر ۲۰۰۱ |
| ۱۰۹۹۹۴ | 2001 SA61    | ۱۷ سپتامبر ۲۰۰۱ |
| ۱۰۹۹۹۵ | 2001 SJ61    | ۱۷ سپتامبر ۲۰۰۱ |
| ۱۰۹۹۹۶ | 2001 SW61    | ۱۷ سپتامبر ۲۰۰۱ |
| ۱۰۹۹۹۷ | 2001 SA62    | ۱۷ سپتامبر ۲۰۰۱ |
| ۱۰۹۹۹۸ | 2001 SN62    | ۱۷ سپتامبر ۲۰۰۱ |
| ۱۰۹۹۹۹ | 2001 SZ62    | ۱۷ سپتامبر ۲۰۰۱ |
| ۱۱۰۰۰۰ | 2001 SM63    | ۱۷ سپتامبر ۲۰۰۱ |